# Pride Amsterdam

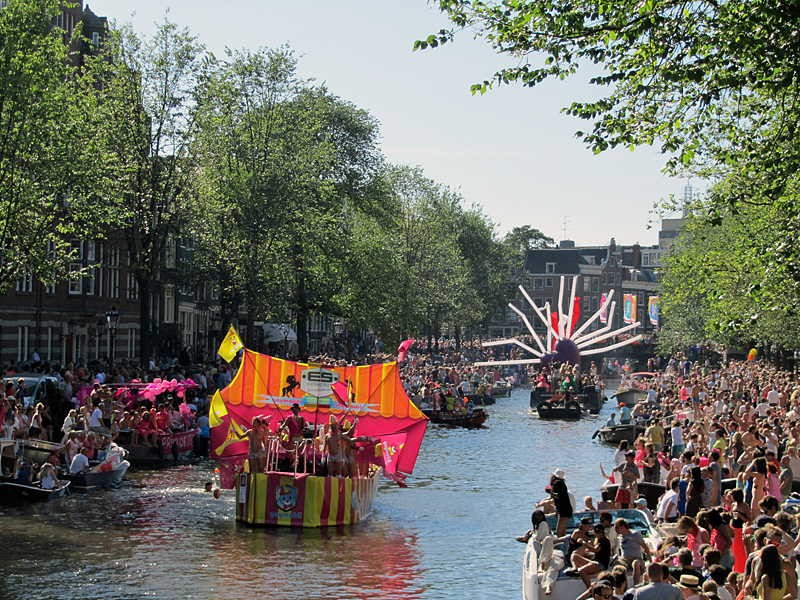
Twee boten van de Canal Parade in 2013

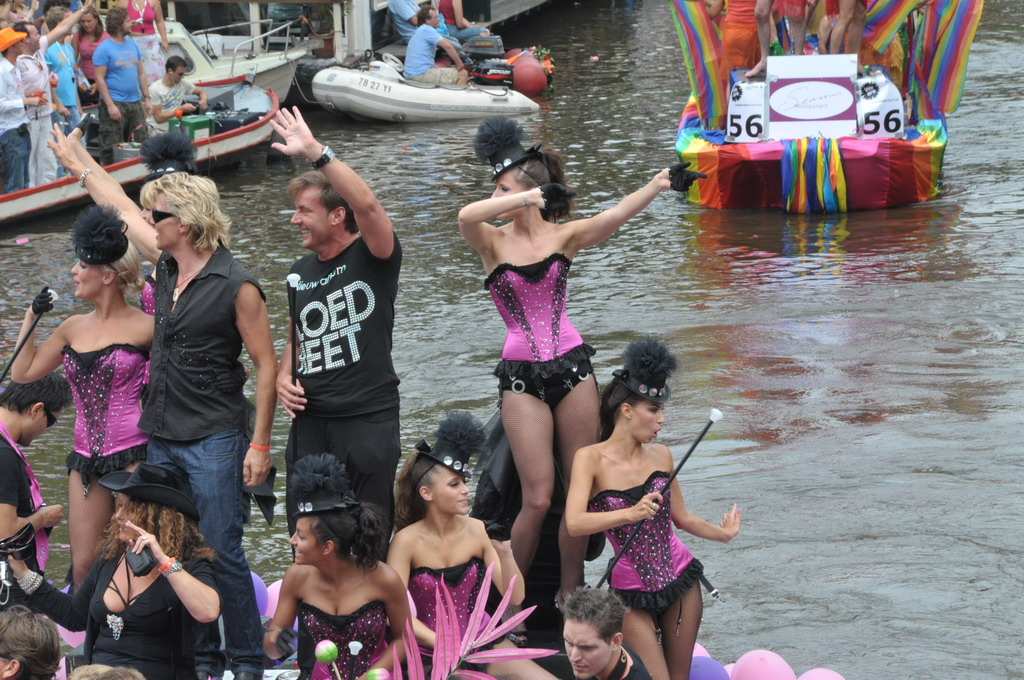
Hans Klok en Gerard Joling in 2008 op een boot in de Canal Parade.

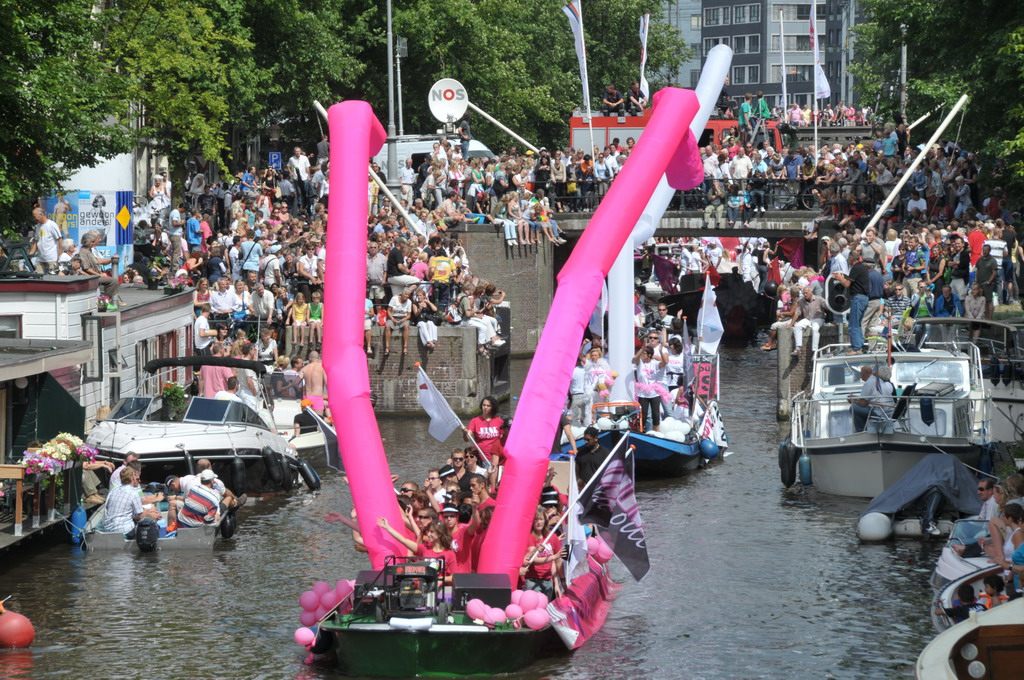
De Canal Parade in 2008.

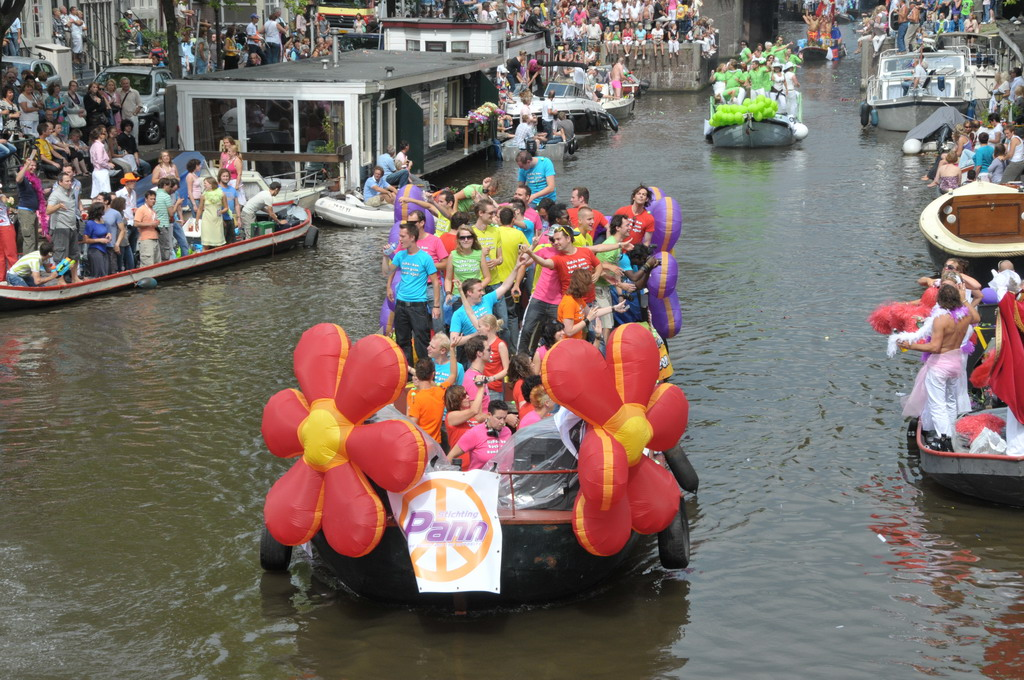
Versierde boten in de Canal Parade in 2008.

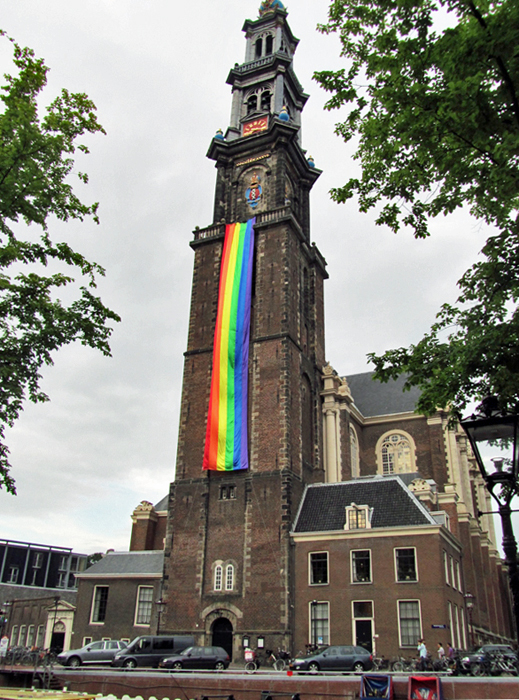
Aan de Westertoren werd sinds 2012 enkele jaren gedurende de Amsterdam Gay Pride een grote Regenboogvlag uitgehangen.

De Pride Amsterdam is een meerdaags evenement met een homocultureel karakter. Het wordt sinds 1996 jaarlijks rondom het eerste weekend van augustus gehouden in de binnenstad van Amsterdam.
Hoogtepunt is de Canal Parade, een bonte stoet van boten die op de eerste zaterdag van augustus door de grachten vaart. Oorspronkelijk ging de tocht vanaf het Westerdok via de Prinsengracht, Amstel, Zwanenburgwal en Oudeschans naar het Oosterdok. Sinds 2017 varen de boten in omgekeerde richting, namelijk van het Oosterdok, via de Nieuwe Herengracht, de Amstel en de Prinsengracht naar het Westerdok.
Jaarlijks komen honderdduizenden bezoekers op dit evenement af en is daardoor een van de drukst bezochte publieksevenementen van Nederland. De Canal Parade wordt tevens rechtstreeks uitgezonden op een van de Nederlandse publieke tv-zenders. De betrouwbaarheid van de (voortdurend stijgende) bezoekersaantallen staat overigens al enkele jaren ter discussie. In de Verenigde Staten werd de Amsterdam Gay Pride in 2008 uitgeroepen tot de beste Gay Pride-viering van Europa en in 2018 werd de Amsterdamse Pride verkozen tot Beste Publieksevenement van Nederland. Sinds 2019 is Pride Amsterdam bijgeschreven in de Inventaris Immaterieel Cultureel Erfgoed Nederland.
De officiële naam van het evenement was aanvankelijk Amsterdam Pride, vervolgens van 2007 t/m 2016 Amsterdam Gay Pride en sinds 2017 Pride Amsterdam. In 2016 viel het samen met de EuroPride en in 2026 zal dat wederom het geval zijn. Bovendien zal het evenement in 2026 de functie van WorldPride vervullen.
Anders dan de naam doet vermoeden heeft dit evenement oorspronkelijk niet het demonstratieve protestkarakter van de Gay Pride Parades elders in de wereld. Het Nederlandse equivalent daarvan is de jaarlijkse Roze Zaterdag die meestal eind juni of begin juli in telkens een andere Nederlandse stad plaatsvindt.

## Ontstaan en organisatie
In 1970 werd in New York de eerste Gay Pride Parade gehouden. In Amsterdam was de eerste grote homodemonstratie in 1977, georganiseerd door de actiegroep Lesbian Nation. Deze was niet gericht op de binnenlandse situatie, maar vond plaats uit internationale solidariteit en met name tegen de antihomo-campagne van de Amerikaanse Anita Bryant. Het werd een jaarlijks evenement, dat sinds 1979 Roze Zaterdag heet. Vanaf 1981 vond deze echter niet meer in Amsterdam plaats, maar elk jaar in een andere stad en kreeg toen ook thema's die betrekking hebben op de Nederlandse samenleving.
In 1994 was de Roze Zaterdag voor het eerst weer in Amsterdam en viel toen samen met de derde EuroPride, die door circa 67.000 bezoekers werd bijgewoond. De EuroPride werd een financieel debacle en de rijdende stoet van versierde opleggers werd door menigeen aanstootgevend gevonden. Dit gold ook voor de jaarlijkse (heteroseksuele) Wasteland-parties die vanaf 1994 vanuit discotheek Richter in de Reguliersdwarsstraat werden gehouden en waarbij vanaf de straat expliciet seksuele activiteiten te zien waren.

### GBA
Om de goede naam en faam van Amsterdam als homo-uitgaanscentrum hoog te houden werd in 1996 voor de eerste keer de Amsterdam Pride gehouden. Deze was bedacht en georganiseerd door Gay Business Amsterdam (GBA) onder leiding van Siep de Haan en Huub Verweij. Anders dan Gay Pride Parades elders in de wereld, was die in Amsterdam niet bedoeld als demonstratie of protest, maar puur als feest om de vrijheid en diversiteit te vieren. Het evenement heette om die reden ook "Amsterdam Pride", al sprak men in de volksmond al gauw van "de Gay Pride" of kortweg "de Pride". Het hoogtepunt was en is een parade van boten over de grachten, in plaats van de elders gebruikelijke optochten met versierde wagens.
Het idee voor een botenparade kwam voor in het bidbook uit 1992, waarmee men de Gay Games van 1998 naar Amsterdam wilde halen. Kunsthistoricus Vera Boots, betrokken bij de voorbereiding, dacht aan een prent van Salomon Savery, waarop de feestelijkheden waren te zien bij het bezoek van Maria de' Medici aan Amsterdam in 1638. De grachten gevuld met bootjes en op de kades verklede mensen en tableaux vivants. Het idee van een parade te water was echter niet zonder risico's en om het al in 1996 te testen werd contact gezocht met GBA. Om het een feest voor iedereen te laten zijn moesten de deelnemers aan de botenparade zich wel enigszins decent gedragen.

### Gay Games 1998

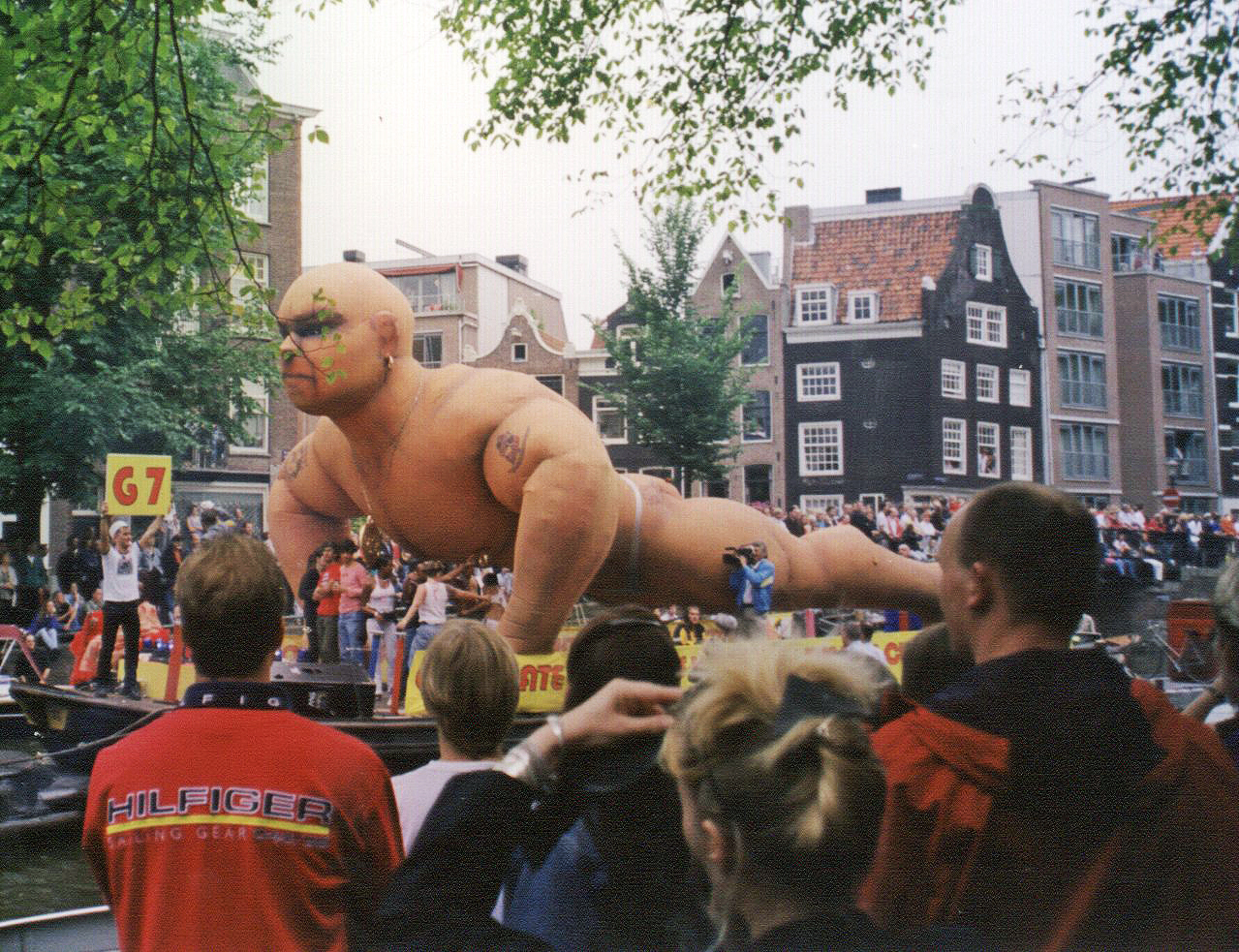
De Canal Parade voorafgaand aan de Gay Games van 1998. De meest spectaculaire bijdrage, dat jaar - een zichzelf na elke brug oppompende bodybuilder- is van de discotheek Club RoXY.

Tegelijk met de Gay Pride vond van 1 t/m 8 augustus 1998 ook de vijfde editie van de Gay Games in Amsterdam plaats, een internationaal en vierjaarlijks sport- en culturele treffen van holebi's. De Gay Games V begonnen 's middags met de Canal Parade, die zowel een aansprekend evenement was voor het grote publiek als voor de grote schare buitenlandse deelnemers en bezoekers van het sportevenement. 's Avonds werd de officiële openingsceremonie (door burgemeester Schelto Patijn) gehouden in de toen net nieuwe Amsterdam ArenA. Deze werd door bijna 1 miljoen mensen op televisie gevolgd. Aan 29 verschillende sportdisciplines deden zo'n 16.000 deelnemers uit de hele wereld mee en met in totaal circa 250.000 bezoekers was dit het grootste homo-evenement dat tot dan toe in Nederland was gehouden.
Na het succes van de Gay Games werden vanaf 1999 ook aan de jaarlijkse Amsterdam Pride sport- en culturele activiteiten toegevoegd. Omdat GBA de Canal Parade en de straatfeesten organiseerde onder eigen vergunning en voor eigen rekening en risico, had het financiële debacle van de Gay Games geen gevolgen voor de Canal Parade.

### ProGay

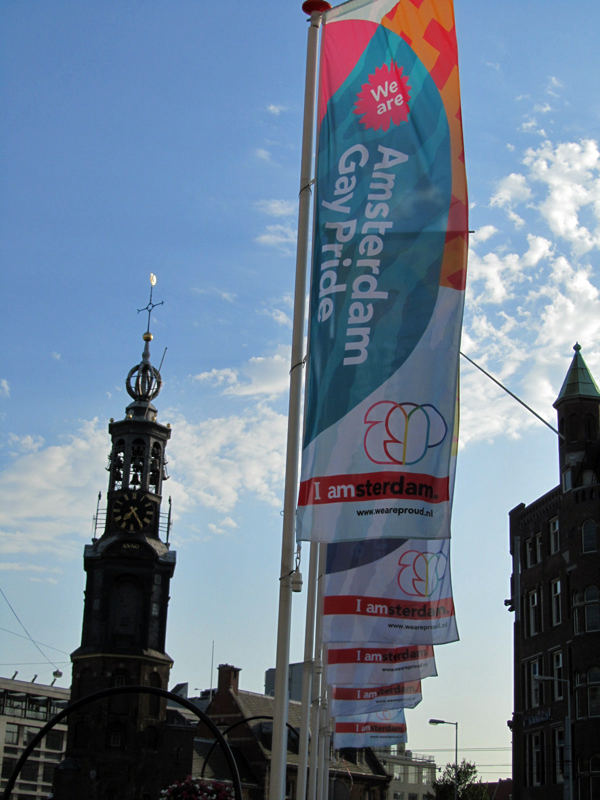
Vlaggen van de Amsterdam Gay Pride, met bovenin het in 2008 ontworpen logo met het motto "We Are" en rechtsonderaan het logo met de letters AGP dat in 2013 ingevoerd werd. Links de Munttoren.

Regenboogzebrapad in de P.C. Hooftstraat in Amsterdam ter gelegenheid van EuroPride; 23 juli 2016.

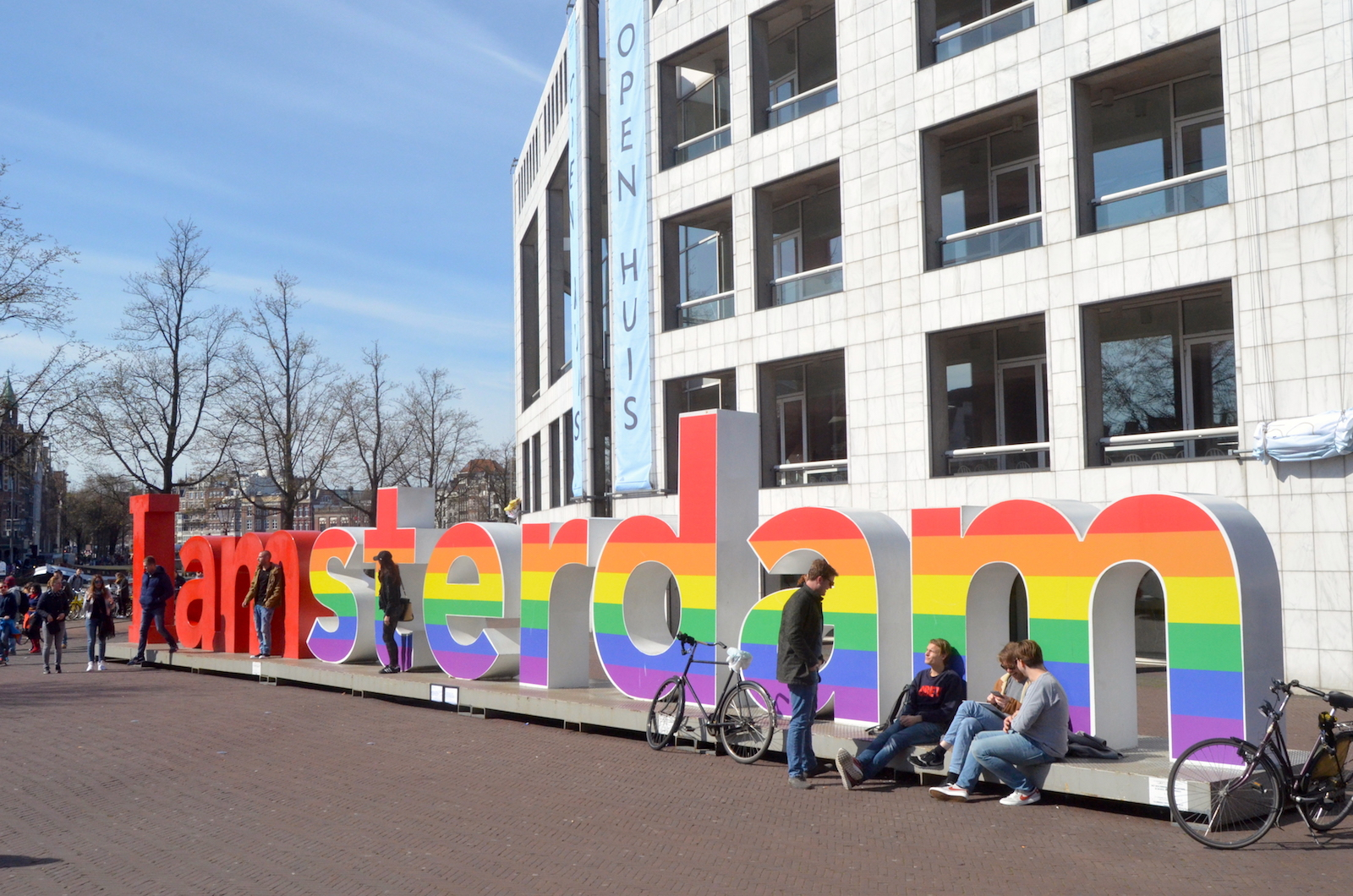
I amsterdam in Regenbooguitvoering bij de Stopera; april 2016.

Tot en met 2005 werd Amsterdam Gay Pride georganiseerd door GBA. In 2006 werd de organisatie van de botenoptocht op het laatste moment overgenomen door de stichting ProGay onder leiding van Frank van Dalen. Daarbij neemt ProGay sindsdien ook de centrale coördinatie en marketing van alle overige Gay Pride-activiteiten in de stad voor haar rekening.
In 2007 liet de gemeente Amsterdam een nieuw logo voor de Amsterdam Gay Pride ontwikkelen. Het bijbehorende motto "We Are" kan worden gezien als tegenhanger van "I Amsterdam" als motto van de stad. Met "We Are Proud" wil de gemeente Amsterdam als tolerante stad positioneren. Tegelijk werd de algemeen gangbare benaming "Amsterdam Gay Pride" vervangen door "We Are Amsterdam Pride", maar korte tijd later werd de oude naam weer hersteld. Dit vanwege de herkenbaarheid en omdat "Amsterdam Pride" een gedeponeerde merknaam van GBA is.
ProGay nam het nieuwe beeldmerk en motto over in haar uitingen, waarmee de Amsterdam Gay Pride een zichtbaar nieuwe identiteit kreeg. Dit komt ook tot uiting in het wat meer politieke en commerciële karakter van de botenparade. Daarin varen tegenwoordig diverse politieke partijen en grote ondernemingen mee, zoals ING en TNT-post, die sinds 2008 ook als sponsor van het evenement optreden. Volgens de organisatie is dit nodig om de kosten voor beveiliging te dekken, maar critici vinden dat het evenement hiermee haar oorspronkelijke karakter verliest.
Begin 2013 werd voor de Amsterdam Gay Pride (AGP) een nieuw logo ontworpen, bestaande uit gestileerde letters A, G en P met ronde vormen en in kleuren die aan de regenboogvlag refereren. In het verlengde daarvan kwam er in april van dat jaar ook een nieuwe website onder een nieuwe domeinnaam.

### AGP

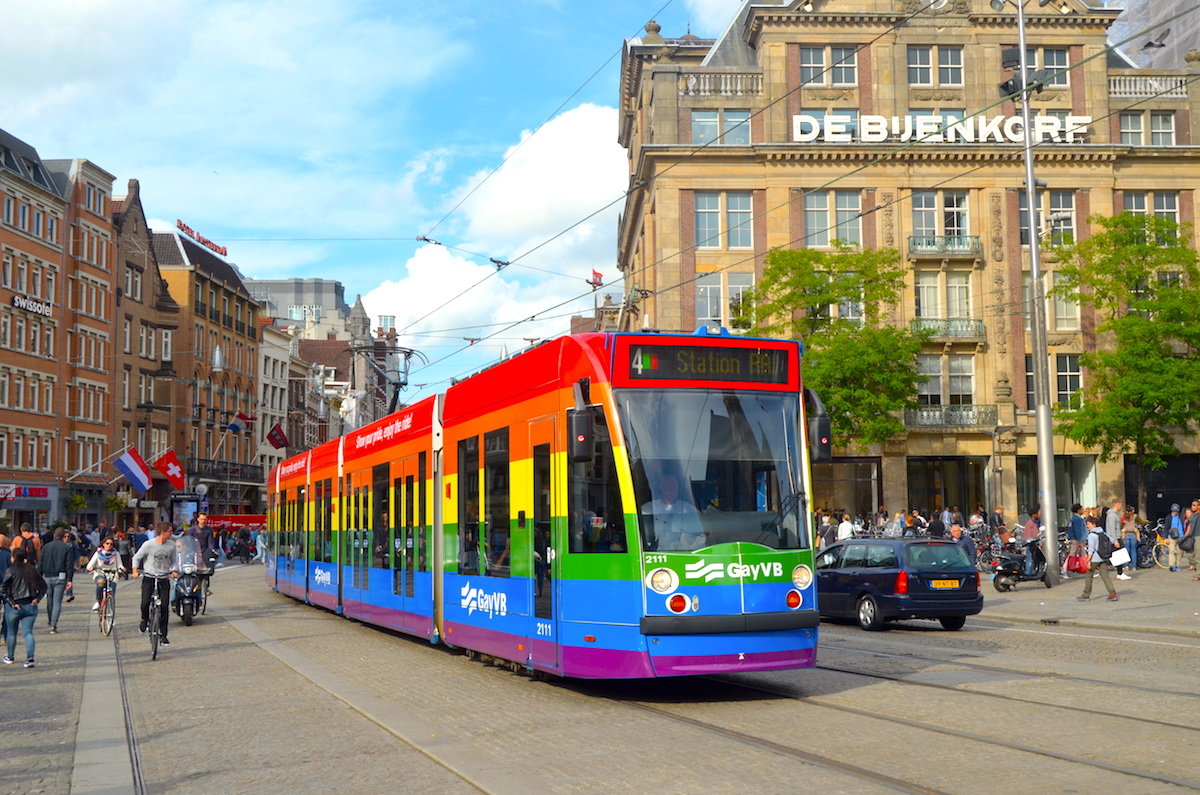
GayVB Combino-tram 2118 in Regenboogkleuren op de Dam; 18 augustus 2017.

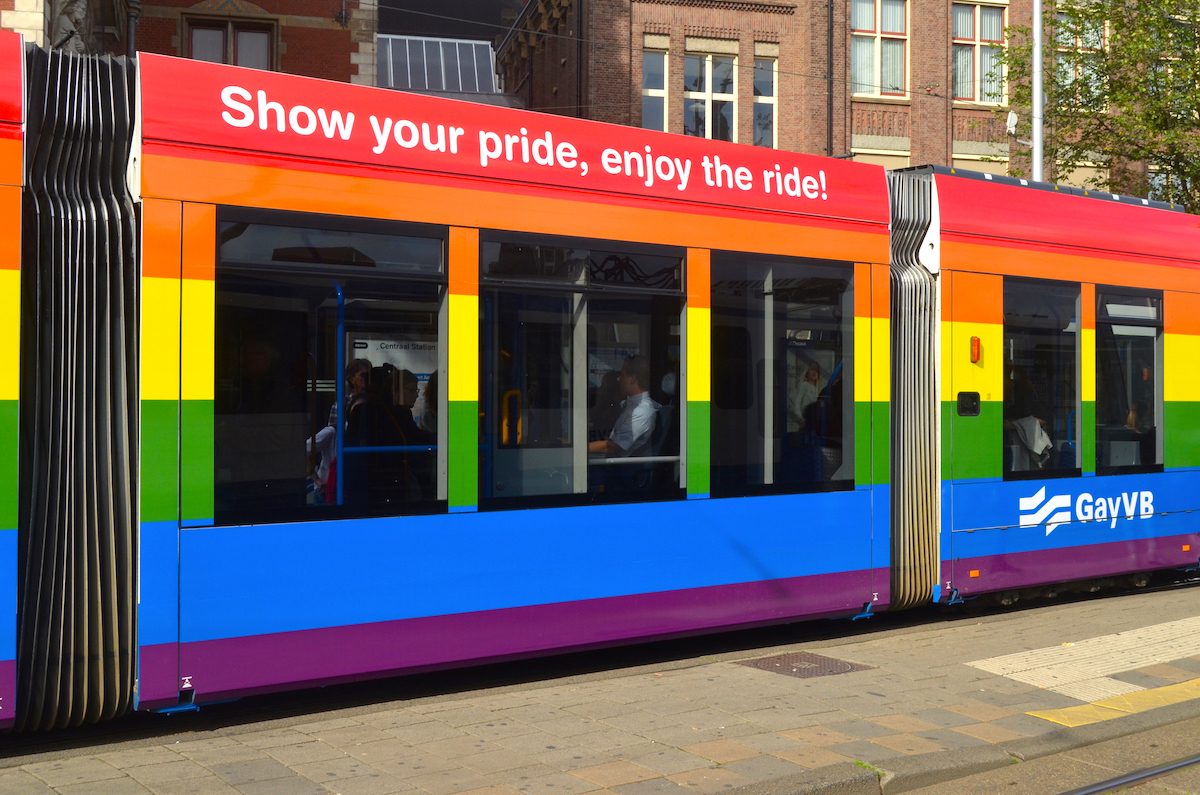
Show your pride op GayVB Combino-tram 2118 in Regenboogkleuren; 18 augustus 2017.

Eind 2013 besloten Irene Hemelaar, tot dan toe directeur van de werkorganisatie, en twee andere medewerkers om ProGay te verlaten en verder te gaan met een eigen, nieuw opgerichte stichting Amsterdam Gay Pride (AGP). Deze stichting kreeg vervolgens van de gemeente de vergunning om de Amsterdam Gay Pride in de jaren 2014 t/m 2016 te organiseren en was daarmee tevens aangewezen om de EuroPride 2016 naar Amsterdam te halen. Voorzitter van het nieuwe stichtingsbestuur werd Frits Huffnagel en Lucien Spee werd algemeen directeur van de werkorganisatie. In januari 2016 ontving de stichting AGP de Bob Angelo Penning van homobelangenorganisatie COC.
Een terugkerend punt van kritiek op de organisatie is dat de botenparade te commercieel geworden is en er steeds meer boten van grote bedrijven met hetero's meevaren, ten koste van specifieke homoboten. Voor de Canal Parade tijdens de EuroPride in 2016 werd de gebruikelijke loting vervangen door een ballotage omdat de organisatie wilde dat alleen de allermooiste boten zouden meedoen. Desondanks leidde het tot boosheid omdat onder meer het historische lhbt-café 't Mandje niet mocht meevaren. Ook jurylid Cornald Maas moest achteraf toegeven dat niet alle boten aan de verwachting voldeden.
In maart 2020 kwam de voorzitter van het bestuur, Frits Huffnagel, in opspraak na uitspraken over vluchtelingen in het radioprogramma Spraakmakers. Zo'n 95 lhbt-organisaties en actiegroepen, waaronder de Amsterdamse afdeling van het COC, riepen hem vervolgens op tot aftreden. Als gevolg hiervan werd op 9 maart bekend gemaakt dat het gehele bestuur van de stichting AGP zal aftreden en dat oud-wethouder Carolien Gehrels is gevraagd nieuwe bestuursleden te zoeken. In mei 2020 kwam er een nieuw bestuur met als voorzitter Frans van der Avert.

## Naamswijziging
In 2015 werd duidelijk dat de stichting AGP de naam "Amsterdam Gay Pride" wilde wijzigen in "Amsterdam Pride" omdat de term "gay" geen recht meer deed aan de diversiteit van de deelnemers. Als voorbeeld daarvan waren tijdens EuroPride van 2016 voor het eerst ook mensen met een intersekse conditie onderdeel van het programma en werd de afkorting lgbti, met de i van intersekse, gebruikt. Bovendien kon de organisatie zich met de nieuwe naam op internet met het nieuwe domein www.pride.amsterdam onderscheiden van derden die websites en social media accounts onder de naam "Amsterdam Gay Pride" beheren.
Aldus vond de editie van 2017 voor het eerst plaats onder de nieuwe naam Pride Amsterdam, als teken dat het evenement er is "voor iedereen, ongeacht wie je bent en van wie je houdt." Volgens het Evenementen Merkenonderzoek uit 2018 leidde de naamswijziging tot een geringere naamsbekendheid, maar daar tegenover stond een warmer en sympathieker imago. Vergeleken met andere grote evenementen werd Pride Amsterdam nauwelijks geassocieerd met inhoudelijke kwaliteit, ondanks dat het ook tentoonstellingen, culturele voorstellingen en debatten omvatte.

## Omvang van de activiteiten

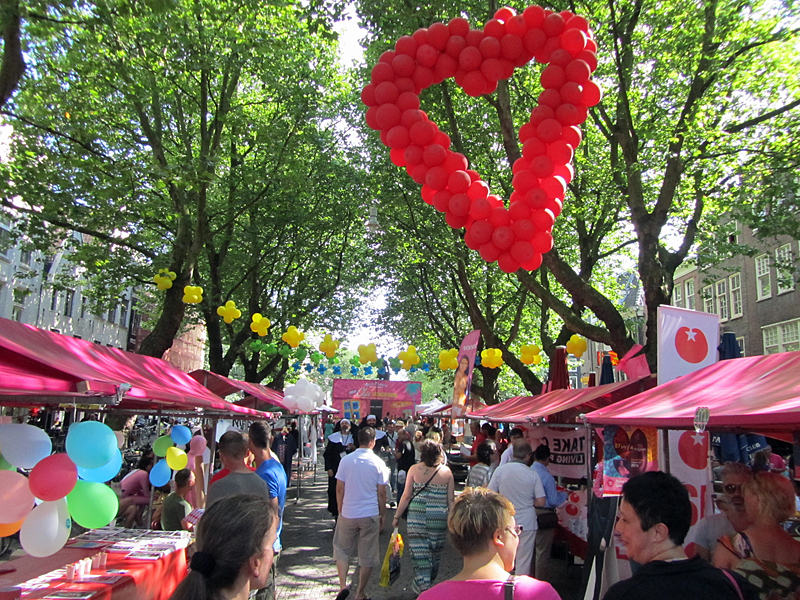
Informatiemarkt op het Thorbeckeplein tijdens de Amsterdam Gay Pride 2013

De Pride Amsterdam duurde tot en met 2022 ruim een week en omvatte vele tientallen uiteenlopende activiteiten verspreid over de gehele binnenstad en daarbuiten. Al sinds het begin vinden op de vrijdag- en zaterdagavond meerdere grotere en kleinere feesten plaats, zowel in bars en clubs, als buiten op straat in de bekende homo-uitgaansstraten zoals de Reguliersdwarsstraat, de Zeedijk en langs de Amstel.
Daarnaast zijn er in de week voorafgaand aan de botenparade uiteenlopende sportieve en culturele activiteiten en vindt er op zondagochtend een drukbezochte Roze Kerkdienst plaats. Op twee avonden zijn er openlucht-filmvoorstellingen, tot 2017 op de Nieuwmarkt, in 2018 op het Mercatorplein.
Op zondagmiddag en -avond is er ten slotte nog een slotfeest, dat tot en met 2010 op het plein bij de Stopera en nadien op het Rembrandtplein plaatsvond. In 2017 werd dit feest voor het eerst op de Dam gehouden.
Een nieuwer onderdeel is de Pride Walk, die vooral bedoeld is als demonstratie tegen antihomoseksueel geweld zowel in het binnen- als het buitenland. Deze optocht wordt sinds 2012 gehouden en ging aanvankelijk van het Mercatorplein naar het Homomonument. In 2014 liepen zo'n 1.500 mensen mee en werd een 25 meter lange regenboogvlag meegedragen die aan de Westertoren werd opgehangen.
Tijdens de EuroPride in 2016 ging de Pride Walk van het Vondelpark naar de Dam en in 2017 van het Homomonument via de Rozengracht en Marnixstraat naar het Vondelpark, waar onder de naam 'Pride Park' allerhande optredens en activiteiten plaatsvonden. Ook was hier een informatiemarkt, die van 2011 tot 2016 op het Thorbeckeplein en daarvoor bij de Stopera stond. In 2018 en 2019 werd voor de Pride Walk de route via de Raadhuisstraat, Rokin en Weteringschans gevolgd. In 2020 was er geen Pride Walk wegens de coronacrisis, in 2021 was het startpunt in het Martin Luther Kingpark en ging de route via de Rijnstraat, Utrechtsestraat en Rokin naar het Damrak.
Een aantal activiteiten werden in de jaren 2017 t/m 2019 herhaald, zoals de 'Pride Walk', 'Pride Park' (festival in het Vondelpark) aansluitend op de Pride Walk, waarmee de laatste zaterdag van juli in Amsterdam het karakter kreeg van een jaarlijkse 'Amsterdamse Roze Zaterdag'. Ook de 'Shakespeare Club' van het COC in het Amsterdam Museum werd wegens succes herhaald.
De Amsterdam Pride duurde in 2017 en volgende jaren negen dagen, van zaterdag 29 juli t/m zondag 6 augustus; in 2018 van 28 juli t/m 5 augustus; in 2019 van 27 juli t/m 4 augustus; (in 2020 geen Amsterdam Pride); in 2021 van 31 juli t/m 8 augustus en in 2022 van 30 juli t/m 7 augustus.

## Queer & Pride Amsterdam (2023-2024)
In 2023 kreeg het evenement de naam Queer & Pride Amsterdam. Twee organisaties namen elk de helft voor hun rekening. De eerste week (22 juli t/m 28 juli) werd georganiseerd door de in 2022 opgerichte stichting Queer Amsterdam (QA) en het resterende deel (1 t/m 6 augustus) kwam in handen van de Stichting Pride Amsterdam (SPA), waaronder diverse feesten en de traditionele botenparade. 
QA is een organisatie waaraan elf verschillende lgbtiq-organisaties deelnemen en die een meer activistische benadering heeft van de Pride Week. Gemarginaliseerde groepen kregen een (groter) aandeel. De jaarlijkse Pride Walk van de Dam naar het Queer Feest op het Museumplein (voorheen Queer Park in het Vondelpark) werd in 2023 door Queer Amsterdam georganiseerd. Ook activiteiten buiten het centrum van Amsterdam, zoals Pride Nieuw-West en in Zuidoost, stonden dat jaar op het programma.
Voor de Queer & Pride Amsterdam in 2023 werd door de gemeente Amsterdam 824.092,50 euro subsidie uitgereikt. In 2022 werd nog 250.000 euro vergeven. SPA kreeg in 2023 de gebruikelijke gemeentelijke subsidie uit het Evenementenfonds van 250.000 euro, plus een extra bedrag van 100.000 euro van de gemeentelijke afdeling Diversiteit. QA ontving 350.000 euro vanuit de afdeling Diversiteit en uit het Evenementenfonds 124.902,50 euro. Van alle evenementen in Amsterdam in 2023 kreeg de Queer & Pride Amsterdam daarmee het hoogste bedrag aan gemeentelijke subsidie.
In 2024 kreeg SPA 375.000 euro subsidie en QA 440.000 euro, waarmee Queer & Pride Amsterdam dat jaar in totaal 815.000 euro subsidie van de gemeente ontving. Hierbij werden zowel in 2023 als in 2024 voor Queer Amsterdam uitzonderingen gemaakt, aangezien uit het Evenementenfonds normaliter geen geld gegeven wordt aan organisaties die uit een ander potje al meer dan 150.000 euro subsidie krijgen. Ook hoefde Queer Amsterdam de subsidie uit het Evenementenfonds niet zoals voorgeschreven aan te vullen met eigen inkomsten. Uit een interne evaluatie van de gemeente bleek dat de activiteiten die Queer Amsterdam organiseerde niet als vernieuwend werden beschouwd en, afgezien van de Pride Walk, niet goed bezocht werden. Wel vond de gemeente de programmering hiermee "diverser en veelstemmiger dan ooit."

## Een Pride-maand (2025)

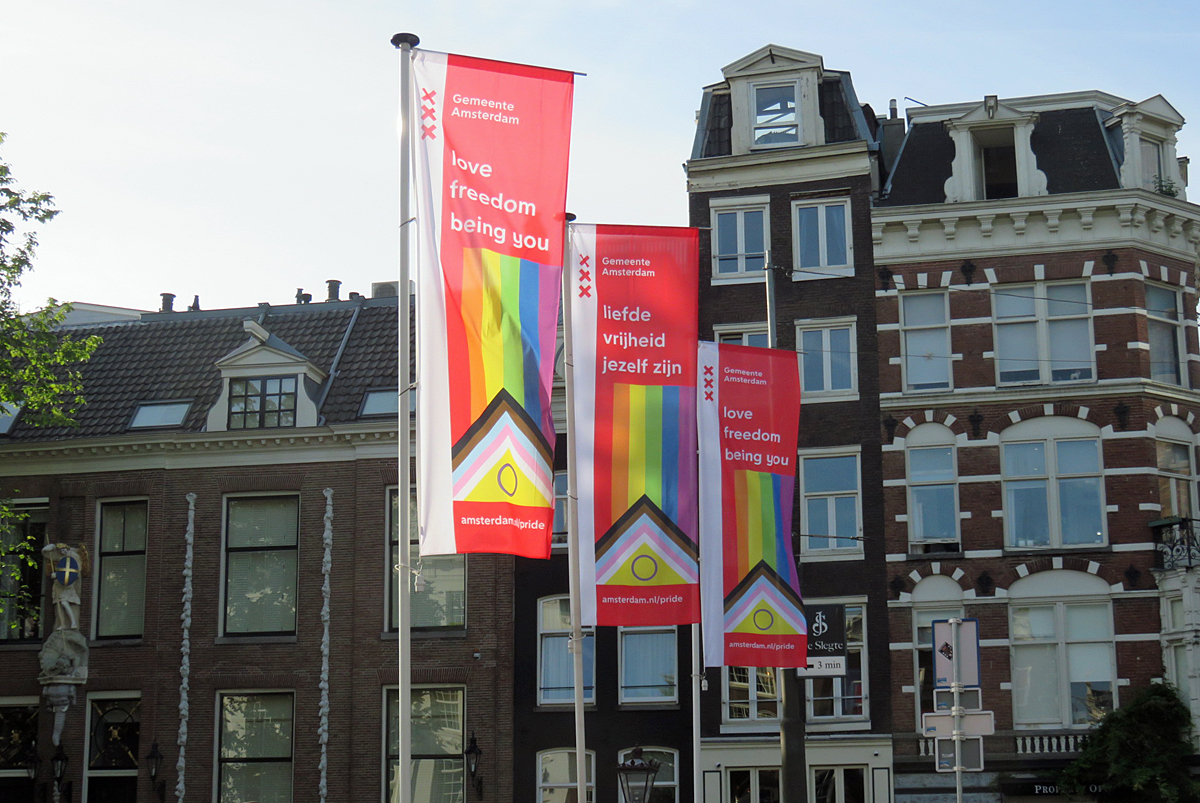
Banners tijdens de Pride-maand van 2025

Naar aanleiding van de evaluatie van en de ervaringen met Queer & Pride Amsterdam in 2023 en 2024 besloot de gemeente om de duur van het evenement vanaf 2025 te verlengen naar een maand. Daarmee kunnen activiteiten meer gespreid plaatsvinden en is er minder druk op de hulpdiensten. In de laatste week van deze Pride-maand organiseert de Stichting Pride Amsterdam (SPA) als vanouds de grote straat- en pleinfeesten alsmede de botenparade en een reeks van andere activiteiten. Voor de laatstgenoemde en grotere evenementen is er een meerjarige subsidie van vier jaar. Voor de kleinere activiteiten gedurende de rest van de maand kunnen voortaan jaarlijkse subsidies worden aangevraagd. Wat buiten het programma van SPA plaatsvindt is in 2025 te vinden op de website van de gemeente Amsterdam, waar onder de titel "Amsterdam Pride" ruim 40 Pride-activiteiten vermeld staan.

## WorldPride (2026)
Op 4 november 2022 werd bekendgemaakt dat de WorldPride in 2026 in Amsterdam georganiseerd wordt. De WorldPride werd voor het eerst in 2000 gevierd in Rome en vindt sinds 2012 elke twee à drie jaar plaats. Meer nog dan reguliere Pride-feesten staat de WorldPride garant voor veel bezoekers van over de hele wereld. Dikwijls is het het grootste lgbtiq-evenement van het jaar. De editie van 2019, in New York, trok ruim vier miljoen mensen. De WorldPride in Amsterdam zal tevens de EuroPride van 2026 zijn, waarmee het voor de derde keer is dat de EuroPride in de hoofdstad gehouden wordt.

## Bezoekersaantallen
Het bezoekersaantal bij de Canal Parade is in de loop der jaren opgelopen tot enkele honderdduizenden. Deze botenoptocht trok volgens de organisatie in 2009 een recordaantal van ruim 560.000 toeschouwers langs de Prinsengracht en de Amstel, 15% meer dan het jaar ervoor. Hiermee is dit een van de grootste openluchtevenementen van Amsterdam en het drukstbezochte evenement voor homo's en lesbiennes in Nederland. Volgens een berekening van het tijdschrift HP De Tijd zouden er in 2009 echter hooguit 100.000 bezoekers geweest kunnen zijn.
De botenparade van 2015 zou met opnieuw zo'n 560.000 bezoekers de drukste sinds jaren geweest zijn. Vrijwel hetzelfde aantal bezoekers kwam, naar schatting van de organisatie, tijdens de EuroPride van 2016 op de Canal Parade af. Onderzoek op basis van mobiele telefoongegevens liet echter lagere bezoekersaantallen zien: 435.000 voor 2015 en zo'n 350.000 voor 2016. Dit waren 225.000, respectievelijk 115.000 mensen meer dan het aantal dat normaliter in het centrum van de stad aanwezig is. Ongeveer een derde hiervan is uit Amsterdam zelf afkomstig. Uit het buitenland kwamen vermoedelijk grofweg 15.000 extra bezoekers. Eveneens volgens mobiele telefoongegevens waren er tijdens de Canal Parade in 2017 zo'n 394.000 mensen in de binnenstad en circa 426.000 in 2018.
Inmiddels wordt de Pride Amsterdam als jaarlijks evenement ook wel vergeleken met de Koningsdag, waarvoor veel mensen van heinde en verre naar de hoofdstad trekken om te genieten van een feestdag en van de vrijheid die zij elders minder ervaren. Zo beschouwd is Pride Amsterdam een soort 'roze' variant op de 'oranje' Koningsdag.

## Kritiek
Met in 2018 ongeveer een kwart van de boten van een lhbt-organisatie, ruim een kwart lhbt-gerelateerde deelnemers en bijna de helft andersoortige boten, was er opnieuw kritiek op de commercialisering van het evenement. Toen demonstranten tijdens de Canal Parade met opblaasbare eenhoorns in de gracht wilden springen, werden deze eenhoorns door de politie in beslag genomen. Volgens de organisator zijn de inkomsten van de bedrijfsboten nodig om, naast een subsidie van de gemeente, de totale kosten van circa 1 miljoen euro te kunnen dekken.
De kritiek betrof in 2018 niet alleen de botenparade, maar ook het steeds grotere aantal bedrijven, zoals Shell, ING en de Hema, dat met Pride-gerelateerde marketinguitingen kwam. Dit fenomeen van reputatiemanagement wordt in marketingjargon wel 'pinkwashing' genoemd.

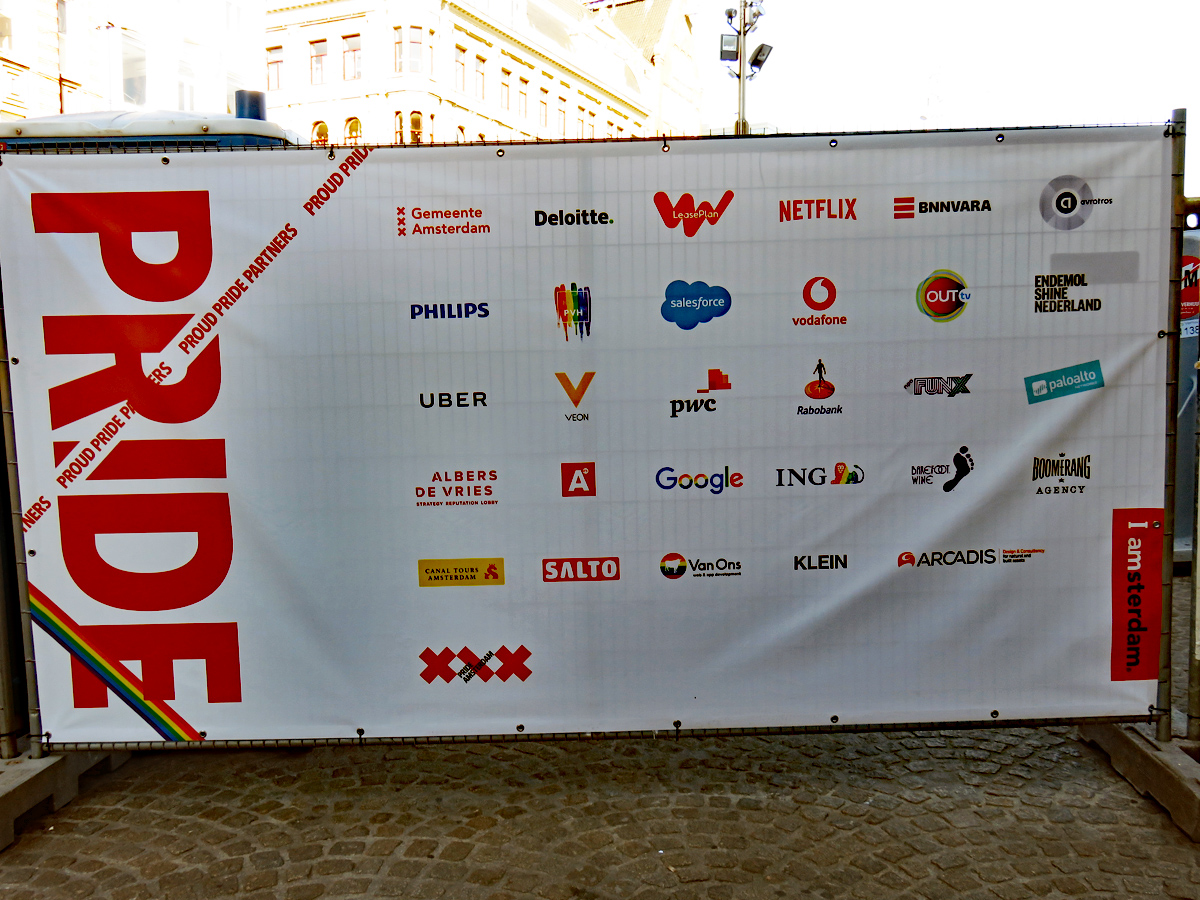
Logo's van de sponsors van Pride Amsterdam, te zien op het hek van het hoofdpodium op de Dam (2018).
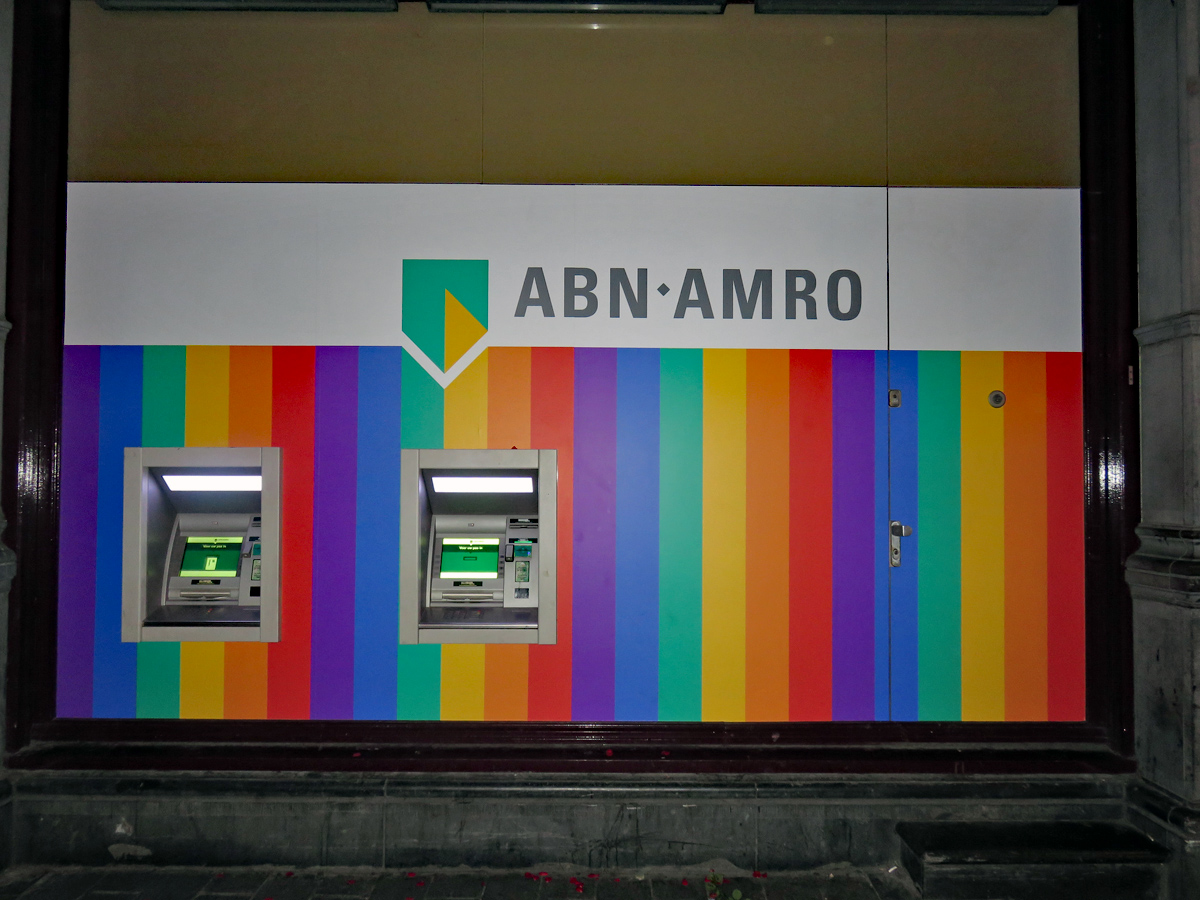
Geldautomaten van ABN AMRO gehuld in regenboogkleuren (2018).
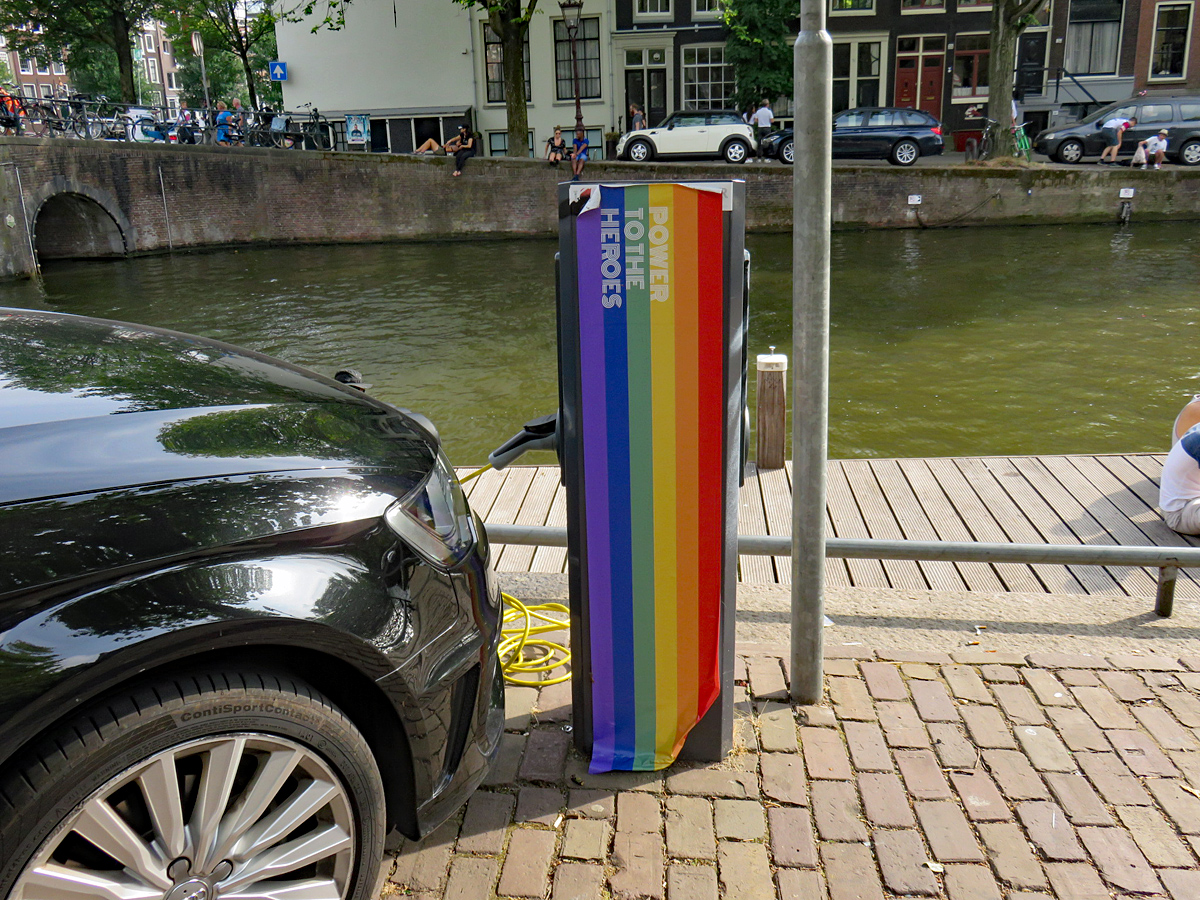
Oplaadpaal voor elektrische auto's, door Nuon voorzien van regenboogkleuren (2018).

In 2019 ontstond enige ophef toen een man tijdens de Pride Walk in het Vondelpark namens het "Kinderbevrijdingsfront" flyers uitdeelde waarmee werd opgeroepen om o.a. ook pedofielen onderdeel van de Pride te laten zijn. De politie nam de flyers in beslag en de Pride-organisatie nam nadrukkelijk afstand van dit initiatief.
In 2021 ontstond enige onduidelijkheid toen de protestgroep "We Reclaim Our Pride" aan de Pride Walk op 7 augustus wilde deelnemen met onder meer Palestijnse vlaggen en een spandoek met de tekst "Police violence is not an accident". De Pride Walk-organisator liet na afloop weten nadrukkelijk afstand te nemen van diverse van de uitingen en uitspraken van de protestgroep.

## Navolging elders
Naar het voorbeeld van de Canal Parade van de Amsterdamse Gay Pride wordt sinds 2010 ook in Alkmaar een kleine botenparade georganiseerd en vond op 17 juni 2017 onder de naam Utrecht Canal Pride voor het eerst een optocht van versierde boten in Utrecht plaats. Voorts vond een week later, op 24 juni 2017, voor het eerst tijdens een Roze Zaterdag een 'Regenboogbotenparade' plaats. Dit was een tocht met versierde boten over de Binnendieze naar de Singelgracht in 's-Hertogenbosch. Ook tijdens de derde editie van Pride Leeuwarden op 26 mei 2018 was er een kleine botenparade over de grachten van die stad. Ook tijdens Roze Zaterdag op 16 oktober 2021 in Leeuwarden was er een botenparade.
De Pride Walk kreeg eveneens navolging in andere steden: in Rotterdam wordt sinds 2015 een Pride Walk gehouden in het kader van de Rotterdam Pride en in Amersfoort is er sinds 2016 een dergelijke optocht als onderdeel van de Gaypride Amersfoort. In Den Haag was er op 10 juni 2017 voor het eerst een Pride Walk, in hetzelfde weekend als het The Hague Rainbow Festival. Ook in Zwolle werd er in 2019 een Pride georganiseerd. Op 10 juni 2023 was er voor het eerst een Pride Walk in Eindhoven tijdens Eindhoven Pride.

## Deelnemers aan de botenparade
Overzicht van de jaarlijkse edities van de Canal Parade, met vermelding van bezoekersaantallen en nieuwe en opvallende deelnemers aan de botenparade:

### 1996
Bij de eerste botenparade in 1996 waren er 45 deelnemers en 20.000 bezoekers. De boot van homocafé April met daarop zilver beschilderde heren trok de meeste aandacht.

### 1997
De parade in 1997 stond in het teken van de komende Gay Games, trok 60.000 toeschouwers en de huwelijksboot van het lesbische café Vivelavie won de prijs van mooiste boot. Voor het eerst zendt CNN beelden uit van de botenparade. Er was de primeur van de eerste Antilliaanse boot.

### 1998
In 1998, toen de Canal Pride gecombineerd werd met de Gay Games 1998 voeren er 75 boten mee, het maximale aantal door de gemeente toegestaan. Deelnemers waren onder andere de Amsterdamse discotheken RoXY en iT en organisaties als de GG&GD en het Academisch Ziekenhuis Utrecht. Ook waren er dat jaar voor het eerst buitenlandse deelnemers. Er waren 250.000 toeschouwers.

### 1999
De Canal Parade begint in 1999 nog meer bekendheid te krijgen. Volgens politieschattingen staat er honderdduizend man langs de grachten mee te feesten, ondanks zware regenval. Voor het laatst doet een boot namens, en als hommage aan, de net afgebrande discotheek Club RoXY mee. De organisatie is blij dat er meer vrouwen meededen.

### 2000
In het nieuwe millennium komt de Canal Parade onder druk te staan. De gemeentelijke milieudienst kondigt aan de geluidsoverlast niet bij de grachtenpanden te meten maar al op de woonboten. Organisator Siep de Haan vindt de regels van de gemeente te streng worden en zegt dat het dan alleen nog mogelijk is een stille tocht te houden. Alle bruggen over de Prinsengracht staan bomvol mensen en de 200.000 bezoekers veroorzaken ernstige opstoppingen in de binnenstad.

### 2001
In 2001 krijgt de Canal Parade een multicultureel karakter. Voor het eerst varen er boten mee van het Arabische homocafé Habibi Ana en van de joodse gemeente Beit Ha'Chidush. Op de boot van de stand-up comedians Chicks with Dicks staat een metershoge minaret om daarmee te demonstreren tegen de Rotterdamse imam El Moumni, die homoseksualiteit een paar maanden eerder bestempeld had als een ziekte die schadelijk is voor de maatschappij.

### 2002
De Canal Parade krijgt inmiddels wereldwijde belangstelling. Het Rode Kruis vaart mee om op te roepen tot tolerantie voor mensen die met hiv besmet zij en vrijwilligers delen langs de route gratis condooms uit.

### 2003
De Canal Parade trekt in 2003 voor het eerst ruim 300.000 bezoekers. Organisator GBA riep vooraf op tot meer bloot op de boten, om zo te protesteren tegen de toenemende vertrutting en preutsheid van het bestuur van het Amsterdamse stadsdeel Centrum. Aan deze oproep wordt niet echt gehoor gegeven, want ongeveer op één op de tien boten zijn wat blote bovenlijven en billen te zien, niet echt veel meer dan in voorgaande jaren.

### 2004
In 2004 zegt organisator Siep de Haan te vrezen voor het voortbestaan van de Gay Pride omdat volgens hem de gemeentelijke kosten voor vergunningen en reiniging de pan uit rijzen. Uit protest roept hij opnieuw op tot meer bloot en ondeugendere boten. Dit keer met meer succes dan vorig jaar, want op een vijfde van de boten staan blote, gespierde bovenlijven en billen en zijn enkele blote borsten te zien. Alleen de oproep om overal paaldansers in te zetten, vindt geen gehoor. De politie noemt het "hier en daar pikant, maar niet vulgair". De grote homobars uit de Reguliersdwarsstraat voeren mee met een "darkroom", waaruit een grote hand stak met een middelvinger omhoog. Het bezoekersaantal stijgt tot bijna 400.000.

### 2005

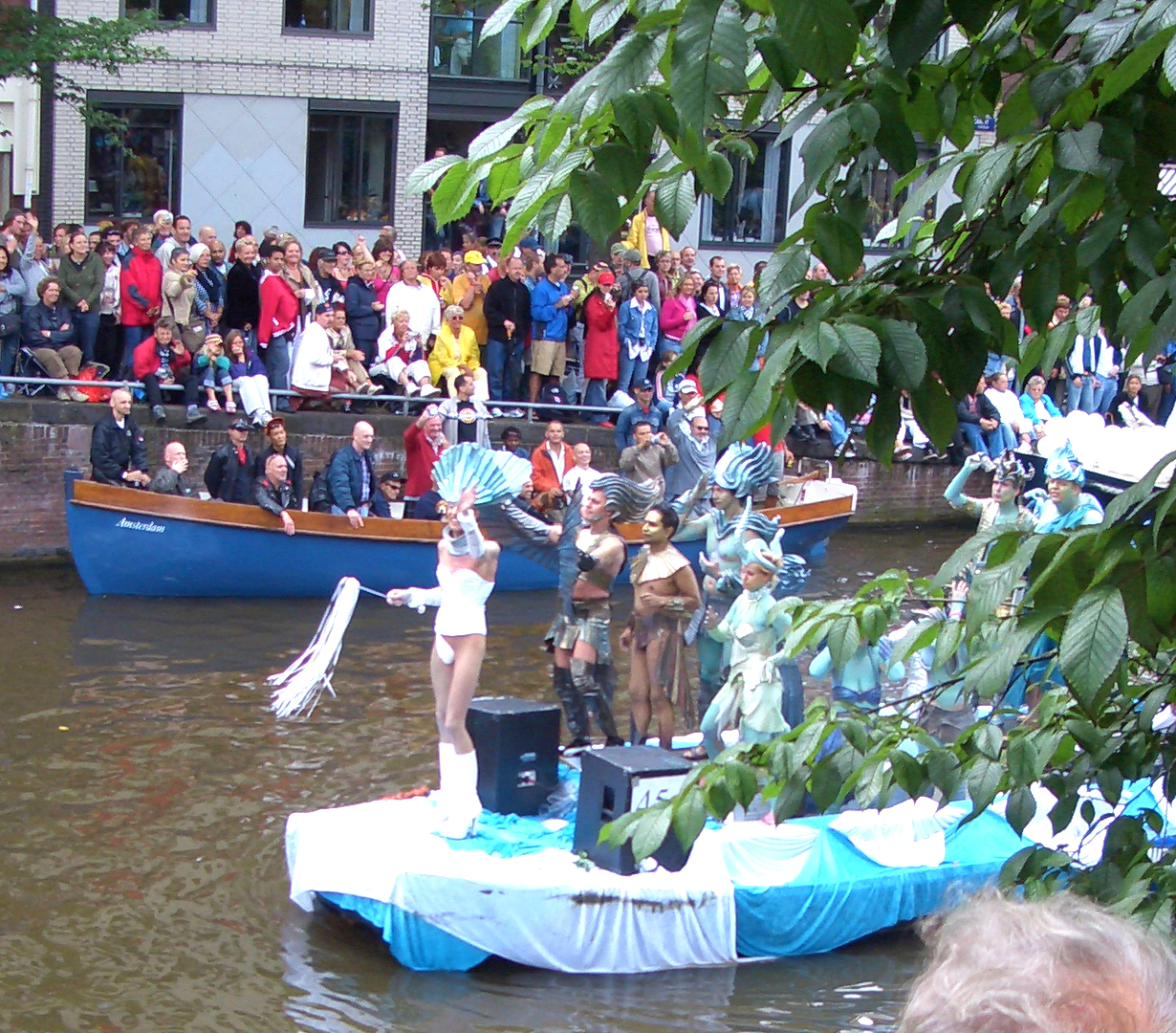
Versierde boot tijdens de Canal Parade van 2005

In 2005 was het lange tijd onzeker of de Canal Parade door kon gaan. Organisator GBA moest tot half juni wachten op de vergunningen en kwam in financiële problemen omdat vanwege de dreiging van extremistische aanslagen 600 man beveiligingspersoneel en 500 EHBO'ers extra ingehuurd moesten worden. Het feest verloopt zonder incidenten en de politie kon voorkomen dat twee mannen dreig-sms'jes konden versturen naar een levensgroot videoscherm op het Rembrandtplein. Het medewerkersnetwerk Pink Pearl van Shell neemt als eerste roze netwerk van een multinational deel aan de parade. Met een grote foto van twee Iraanse jongens die waren opgehangen om hun seksuele geaardheid op de voorste boot van de parade wordt aandacht gevraagd voor homo-acceptatie elders in de wereld.

### 2006
De politie schat dat in 2006 ongeveer 150.000 mensen naar de Canal Parade hebben gekeken. Dit was wat minder dan voorgaande jaren. Maatschappelijke instellingen als Humanitas en politieke partijen als GroenLinks en D66 voeren ook mee. Onder het motto "Personal Pride = Company Pride" deden multinationals als Shell, ING, TNT, IBM en ABN/AMRO mee.

### 2007
In 2007 was er voor het eerst een "officiële" boot met hetero's, een boot met verstandelijk gehandicapten en twee boten met Amsterdamse ambtenaren. Ook voer voor de eerste keer een boot mee met homo's jonger dan 16 jaar (Jong&OUT). Hoewel zij begeleid werden door enkele ouders, veroorzaakte dit veel ophef in de media.

### 2008

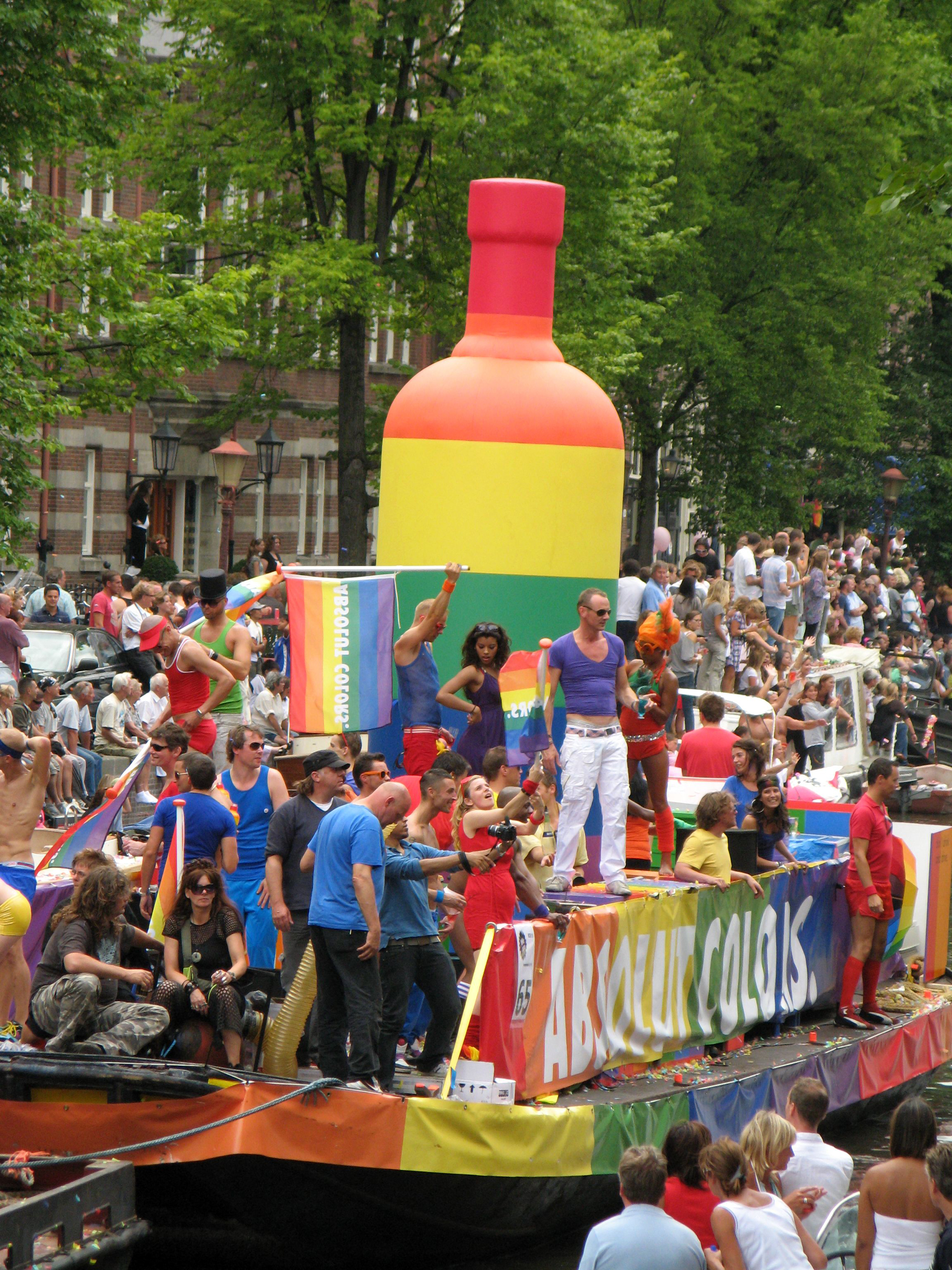
Amsterdam Gay Pride 2008

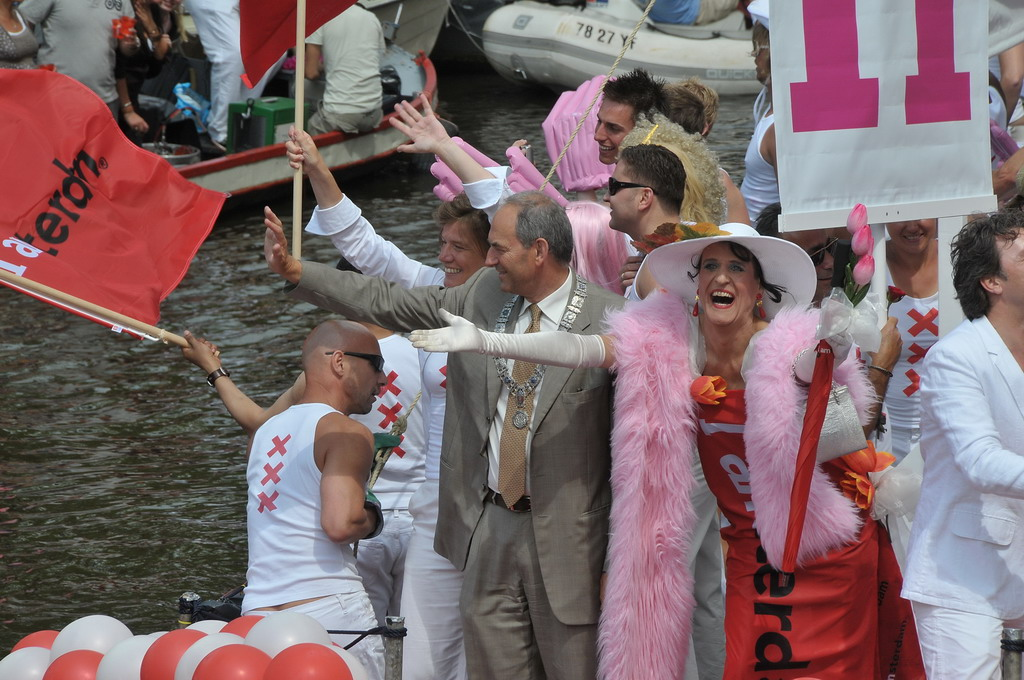
Burgemeester Job Cohen op een boot in de Canal Parade tijdens Amsterdam Gay Pride, 2008.

Zaterdag 2 augustus 2008 voer het ministerie van Onderwijs, Cultuur en Wetenschap (OCW) en zijn minister Ronald Plasterk (PvdA), tevens coördinerend bewindspersoon voor homo-emancipatie mee, samen met minister ter Horst en minister Koenders. Ook burgemeester Cohen en de politie in uniform waren voor het eerst tijdens de botenparade aanwezig. Een kleine rel in het kabinet ontstond toen minister van Middelkoop (ChristenUnie) de PvdA provocatie verweet. Minister Plasterk liet daarop weten namens het hele kabinet mee te varen. Er was in 2008 een recordaantal van meer dan een half miljoen bezoekers op de been.

### 2009
Op zaterdag 1 augustus 2009 voeren tachtig boten mee. De stoet werd geopend door een boot van de gemeente Amsterdam, die voorafgaande aan de tocht door de Prinsengracht was gestart op de Nieuwe Meer. Op deze boot werden tijdens de parade door burgemeester Cohen vijf Nederlands-Amerikaanse homostellen in het huwelijk verbonden. Op initiatief van vijf Amsterdamse scholen voeren voor het eerst ook heteroseksuele jongeren mee op de Scholenboot.

### 2010
Op zaterdag 7 augustus 2010 voeren tachtig boten de route van de 15e Canal Parade. Het aantal bezoekers was als gevolg van de regen wat minder groot dan vorige jaren, zo'n 380.000. De stoet werd geopend door een Europaboot. Voorts waren er aan vele thema's gewijde boten, waaronder overheidsinstellingen, bedrijven, politieke partijen, belangengroepen en vele andere homo- en lesbische organisaties. Om een indruk te krijgen van de gevarieerdheid aan boten hier een overzicht.

### 2011
Aan de botenparade op 6 augustus 2011 deed wederom het maximale aantal van tachtig boten mee, waaronder voor het eerst ook een boot van het Ministerie van Defensie en van de Stichting Samen Vooruit, die het thema homoseksualiteit binnen de Hindoestaanse gemeenschap bespreekbaar maakt. De uitzending van de Canal Parade via AT5 en de AVRO trok circa 900.000 kijkers. Daarnaast was de parade voor het eerst ook wereldwijd live te volgen via YouTube.

### 2012
Aan de botenparade op 4 augustus 2012 deden weer tachtig boten mee. Het thema is 'On the Move'. Een nieuwe boot is dit jaar een Turkse boot die de homoseksuele Turken in Nederland vertegenwoordigt. Voorts zijn er onder meer boten van het Ministerie van Defensie, de NS, PostNL en de gemeente Amsterdam. De belangenorganisaties voor homoseksuelen ProGay en COC wilden dat AFC Ajax meevaart in de bootoptocht door de grachten van Amsterdam tijdens de Gay Pride, maar de Amsterdamse voetbalclub sloeg de uitnodiging af.
Volgens de politie was het drukker dan ooit. Door de Nederlandse Spoorwegen werden extra treinen ingezet. De binnenstad was deze keer uitbundiger met Regenboogvlaggen en roze en andere veelkleurige ballonnen versierd dan vorige jaren. Ook op het Stadhuis van Amsterdam wapperde vijf dagen lang de Regenboogvlag, op de werkdagen samen met de Amsterdamse, Nederlandse en Europese vlaggen.
Tijdens de Canal Parade werd ook de aftrap gegeven van de campagne om de Gay Games in 2018 naar Amsterdam te halen. De stad stelde zich kandidaat, maar het evenement werd toegewezen aan Parijs. De Gay Games 1998 waren ook in Amsterdam.

### 2013
Tijdens de Canal Parade van 2013 voer wederom een boot van het Ministerie van Defensie mee, met daarop dit keer voor het eerst ook de minister van defensie. Veel media-aandacht kreeg ook de boot van de KNVB waarop een reeks van bekende oud-voetballers meevoer. Naar schatting werd de Canal Parade door circa 300.000 bezoekers bekeken, waarmee het ongeveer even druk was als het voorgaande jaar.

### 2014
Bij de 19e editie van de Canal Parade op 2 augustus 2014 werd het aantal bezoekers geschat op circa 300.000. Er werd door de politie extra aandacht besteed aan de bestrijding van zakkenrollers, maar er werden geen grote incidenten gemeld. De Canal Pride ging 45 minuten eerder van start om het verwachte noodweer voor te blijven. In de loop van de tocht ging het wel regenen, maar noodweer bleef uit.
De parade van tachtig boten werd geopend met een boot van het Aids Fonds die de ruim twee weken eerder bij de vliegramp van Malaysia Airlines-vlucht 17 omgekomen medewerkers van deze organisatie alsmede Aids-onderzoekers herdacht. Op enige afstand van de eerste boot kwamen de feestelijke boten, geleid door een boot van de Gemeente Amsterdam met op de voorplecht een dansende burgemeester Eberhard van der Laan.
Er waren dit jaar ook weer enkele primeurs, zoals de Marokkaanse boot en de Amerikaanse boot. Ook voer er weer een Joodse boot mee. De Amerikaanse boot vroeg aandacht voor het homohuwelijk in de Verenigde Staten. Het Academisch Medisch Centrum voer mee met een zogenoemde 'donorboot'. Het ziekenhuis begint een voorlichtingscampagne voor de werving van eiceldonoren, waar een groot tekort aan is.
Twee winnaars van het Eurovisiesongfestival voeren mee: Dana International uit Israël en Conchita Wurst uit Oostenrijk.

### 2015
In 2015 vond de 20e editie plaats van de Amsterdam Gay Pride. Aan de Canal Parade deden onder meer boten mee die aandacht vroegen voor de situatie van homoseksuelen onder vluchtelingen, daklozen en in de Overzeese gebiedsdelen van het Koninkrijk der Nederlanden. Ook was er voor het eerst een "lege" boot, die door KPN voorzien was van een 360-gradencamera, waarmee mensen via internet virtueel met de botenparade konden "meevaren". Qua bezoekersaantallen was de botenparade de drukste sinds jaren (meer dan 560.000 bezoekers).

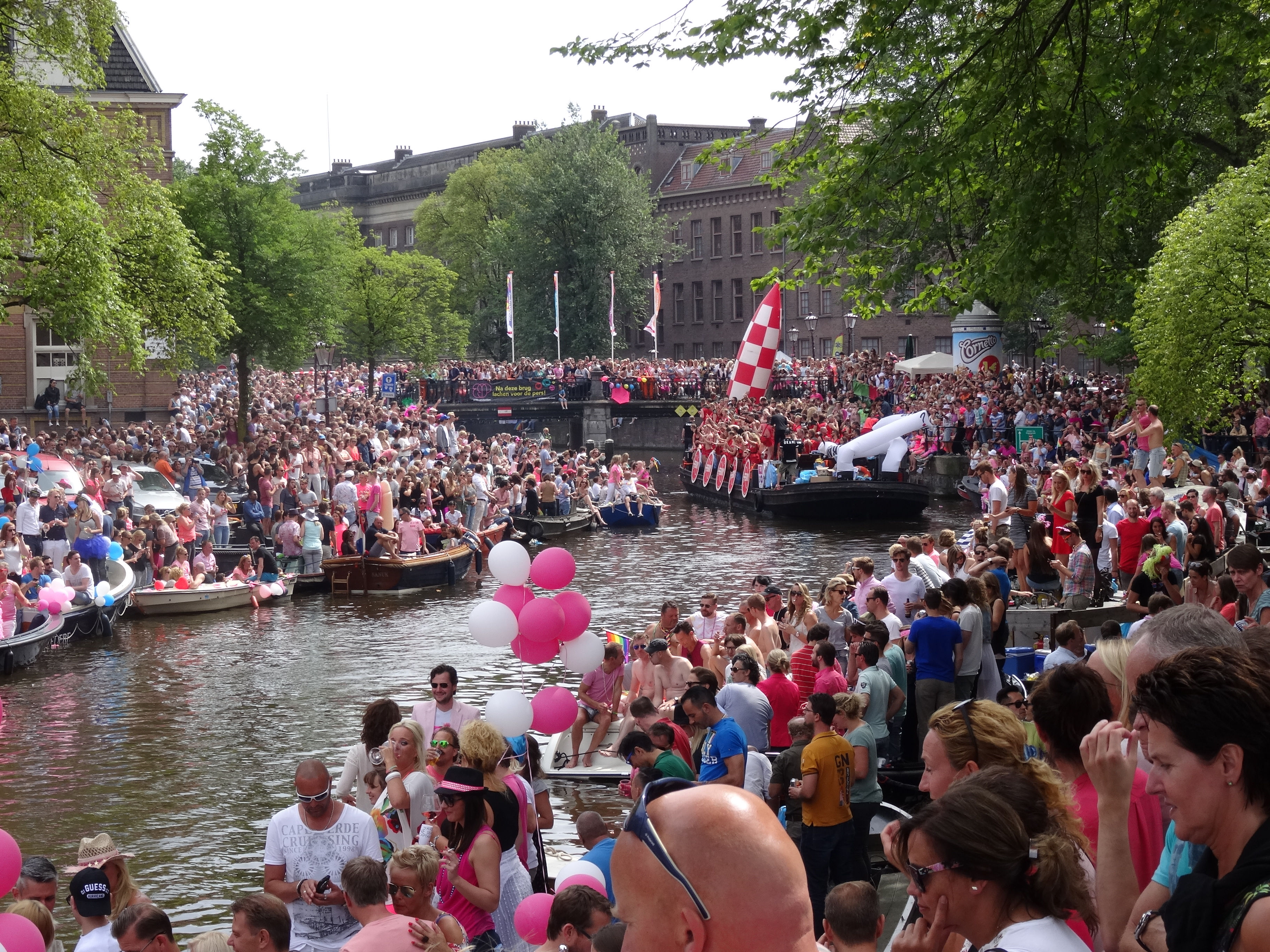
Drukte op de Prinsengracht tijdens de Canal Parade van de Amsterdam Gay Pride in 2015.
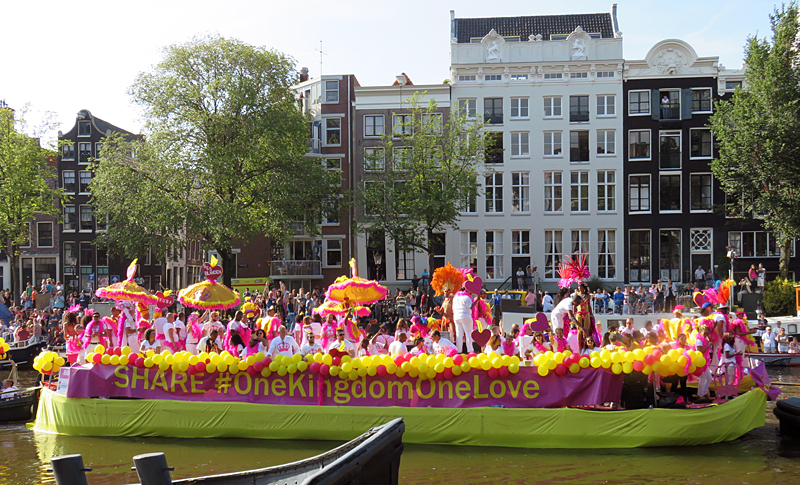
De zogeheten Koninkrijksboot in de Canal Parade van de Amsterdam Gay Pride in 2015.

### 2016

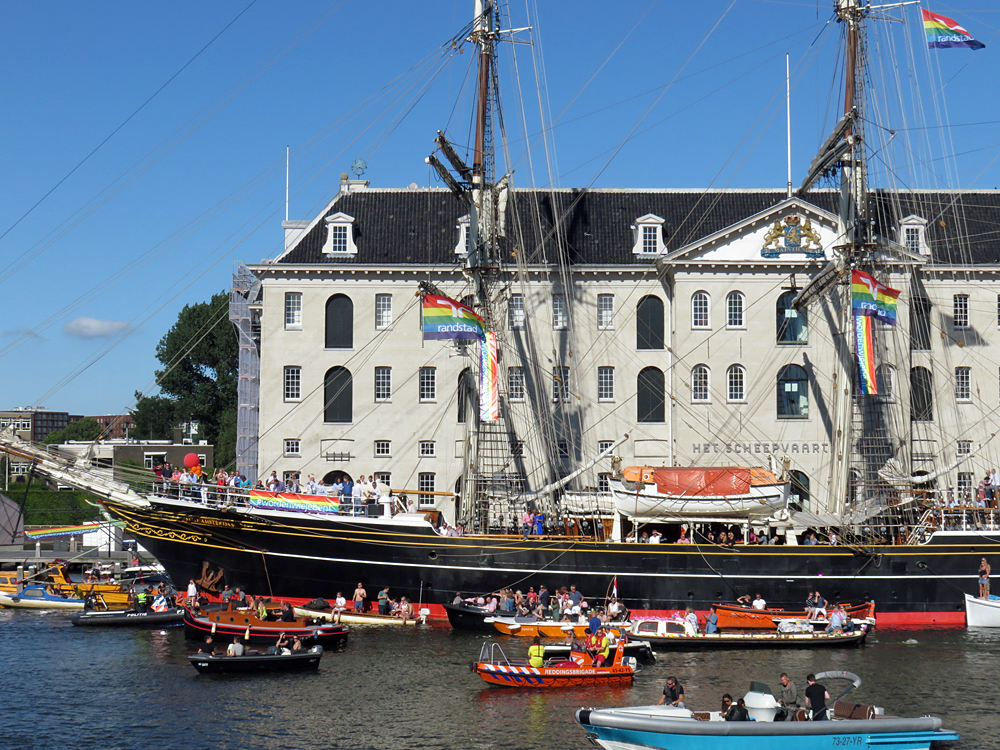
De clipper Stad Amsterdam tijdens de Canal Parade van 2016

In 2016 was na 22 jaar EuroPride weer terug in Amsterdam. Roze Zaterdag werd dit jaar hier gevierd op 23 juli. Twee weken later, op zaterdag 6 augustus, vond de jaarlijkse Canal Parade plaats. Gedurende deze twee weken waren er vele activiteiten binnen de Amsterdam Gay Pride. De Canal Parade trok dit jaar circa 560.000 bezoekers, ongeveer net zo veel als in 2015. Enkele van de boten met opvallende thema's waren dit jaar: de World Religion Boat, Amsterdam Gay Sports en Legally Gay.
In afwijking op de gebruikelijke route werd dit jaar tussen de Amstel en het Oosterdok niet de route via Zwanenburgwal en Oudeschans gevolgd, maar ging de parade via de Nieuwe Herengracht en Schippersgracht. Dit omdat het zeilschip Stad Amsterdam dit weekend afgemeerd lag bij het Scheepvaartmuseum langs deze route.
De overlast die in 2015 tijdens de Gay Pride had plaatsgevonden en de verwachte extra drukte wegens de EuroPride leidde voorafgaand tot protest van verschillende bewonersgroepen die de feesten te lang vonden duren en het geluidsniveau te hoog. Zij spanden hierover op het laatste moment nog tevergeefs een rechtszaak aan tegen de gemeente.

### 2017
De boten voeren dit jaar voor het eerst in tegengestelde richting, nu dus met de klok mee, en de parade startte een uur eerder, om 13.00 uur. De tocht begon in het Oosterdok bij het Scheepvaartmuseum. De route naar het Westerdok voerde via de Nieuwe Herengracht, Amstel en Prinsengracht en er werden 23 bruggen gepasseerd. Ook werd dit jaar voor het eerst de naam 'Pride Amsterdam' gebruikt omdat het evenement zich naast lesbiennes en homoseksuelen ook op biseksuelen, transgenders en intersekse personen richt. Het thema voor 2017 was 'This is my Pride'.
Dit jaar waren er 118 aanmeldingen om mee te varen, tachtig zijn er uitgekozen. Op die boten voeren enige duizenden mensen mee. De discussie over de verhouding tussen 'ideële boten' en 'commerciële boten' laaide opnieuw op. Toch zijn er (nog) altijd veel boten die een (ideologische) boodschap uitdragen; de boten van de bedrijven betalen deels de kosten van de botenparade, maar hebben ook een emanciperende functie voor lhbti-medewerkers van de betreffende bedrijven.
Opvallende boten dit jaar waren: een zelfmoordpreventieboot (stichting 113 Zelfmoordpreventie), de boot van Scouting Nederland, een Marokkaanse boot (Pink Marrakech) en de boot van Dolly Bellefleur & friends, waar tientallen klonen (familie) van Dolly meevoeren. Er zou ook een Iraanse boot meevaren, die aandacht vroeg voor de moeilijke situatie van lhbti's in Iran, maar wegens organisatorische problemen strandde dat plan (de kapitein ging er vandoor).

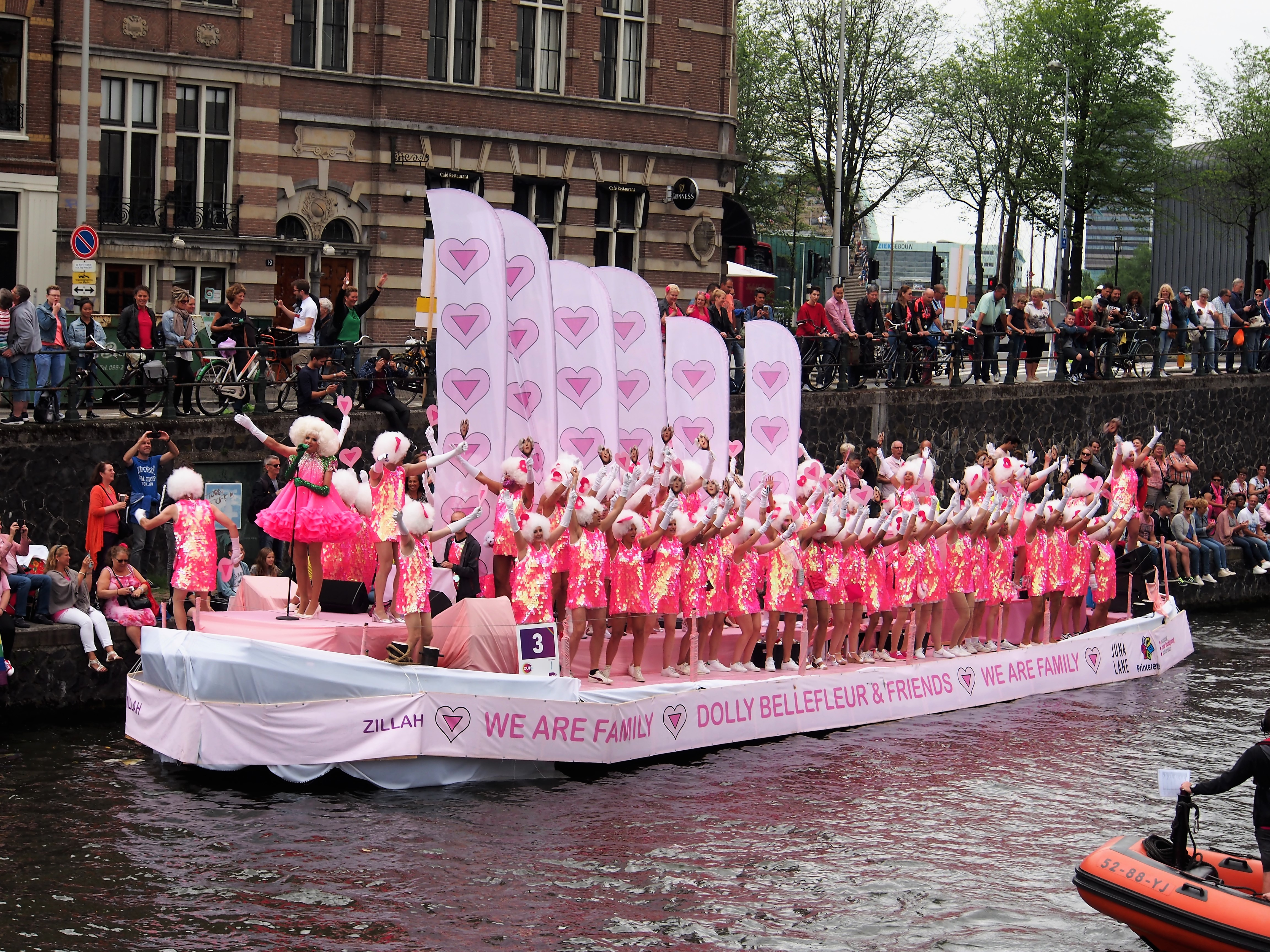
De boot van Dolly Bellefleur & friends in de Schippersgracht, bij het Oosterdok.
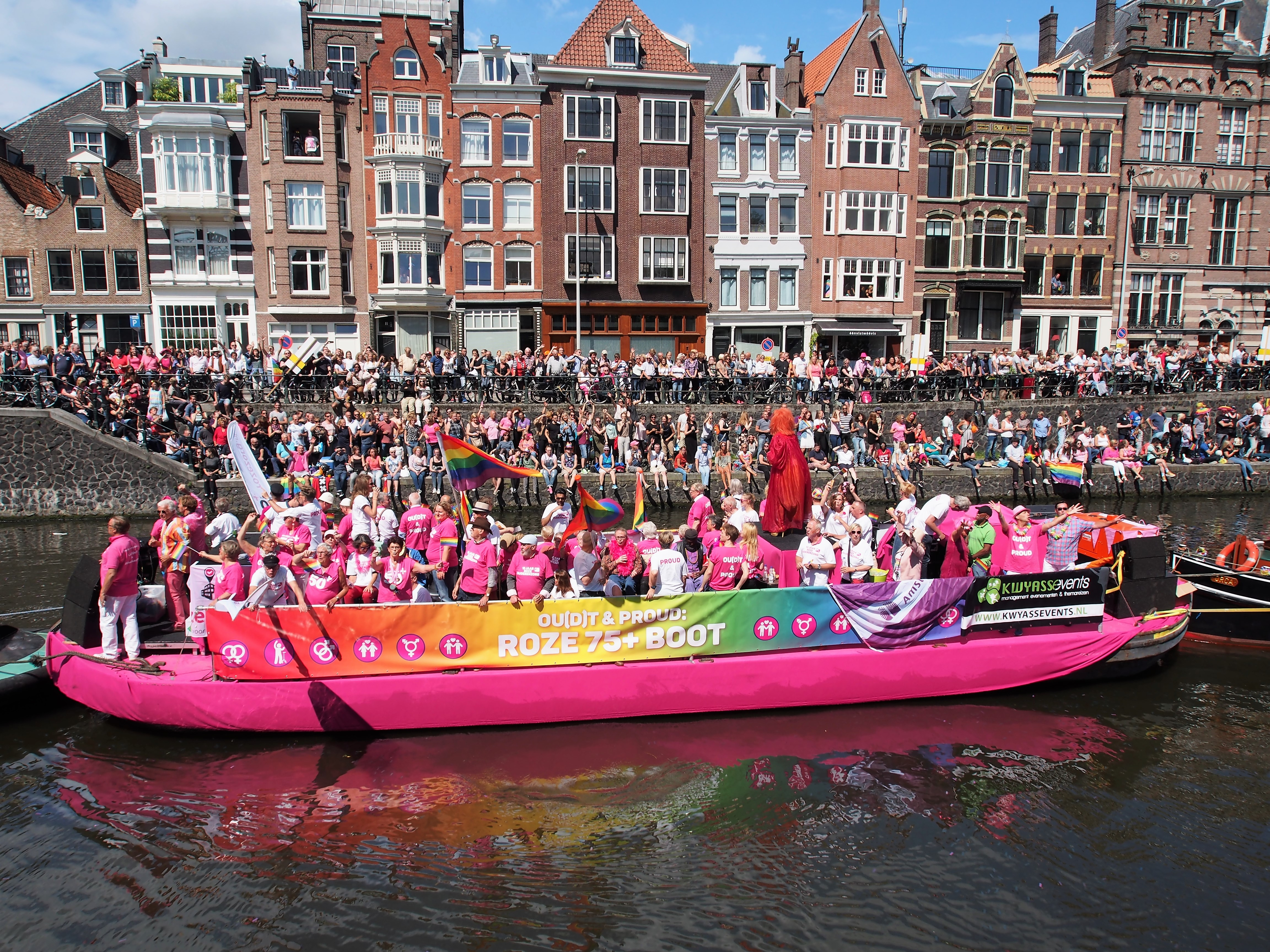
Een bontversierde boot van 'Ou(d)t & Proud' (75-plussers) in de Schippersgracht.
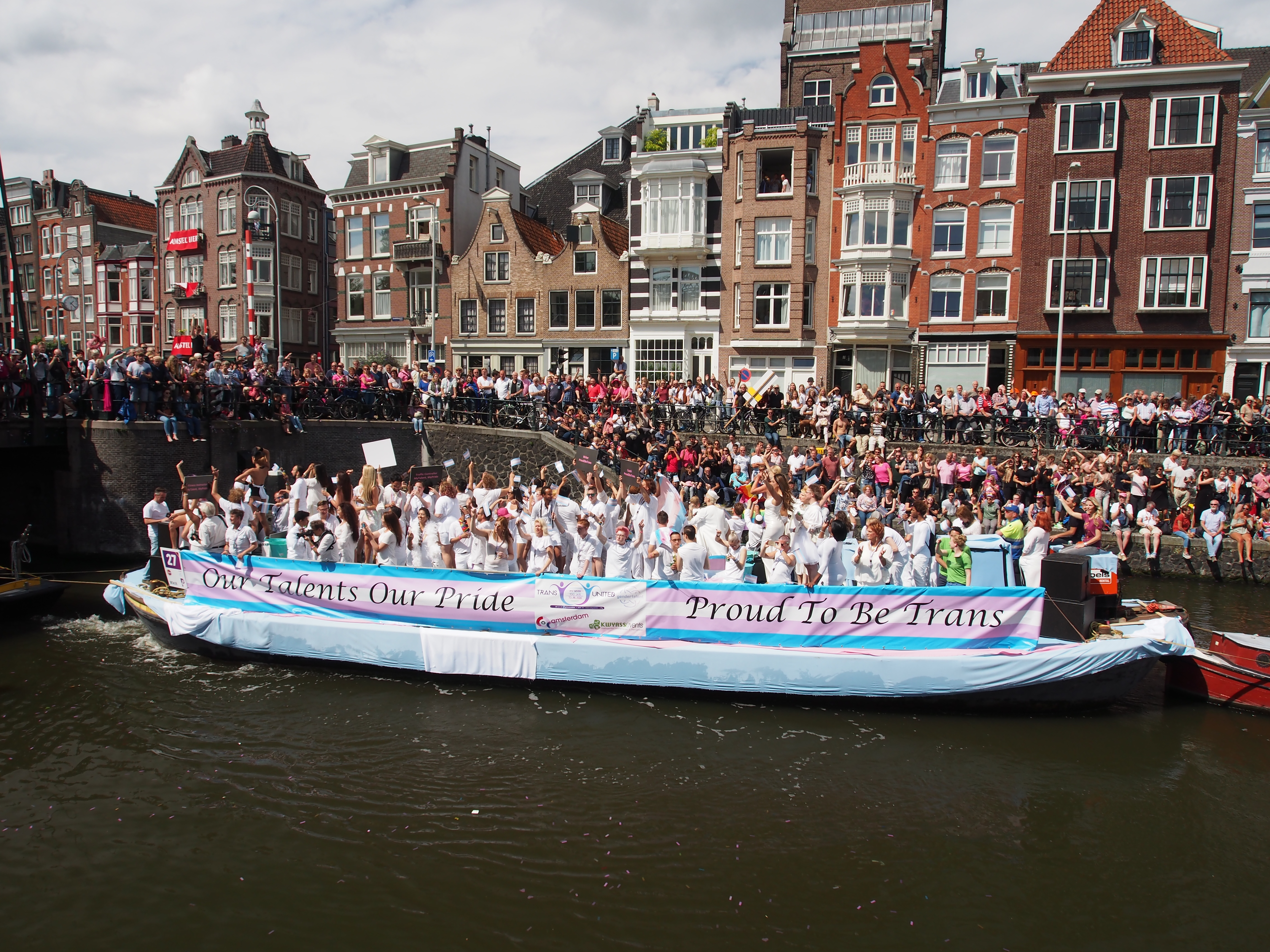
'Proud to be Trans'-boot (Transgenders) in de Schippersgracht, bij het Oosterdok.

### 2018

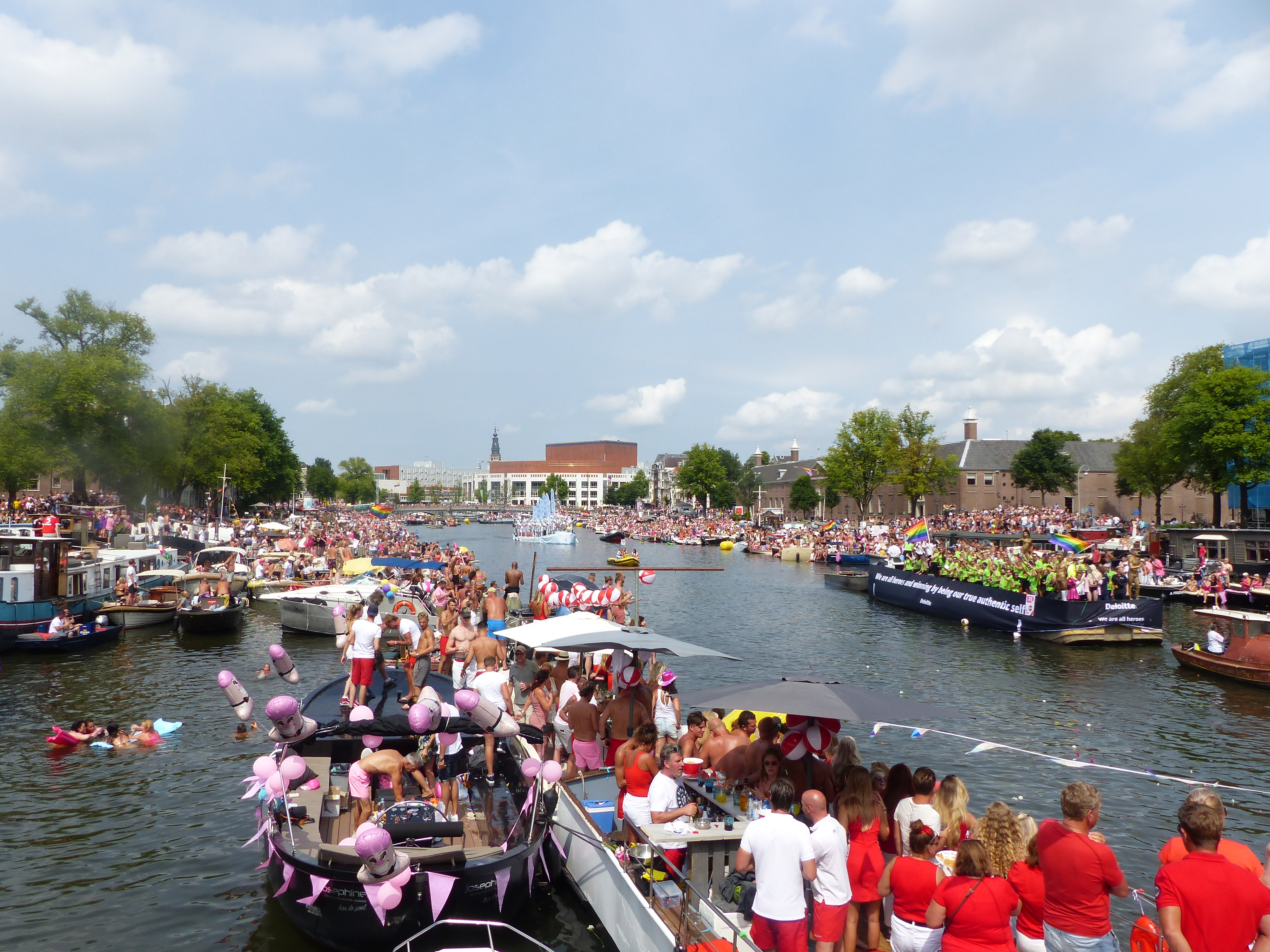
Pride Amsterdam 2018.

Ook dit jaar voeren er weer tachtig boten mee waarvan velen inspeelden op het thema van dit jaar: Heroes (Helden). Enkele opvallende en/of nieuwe boten waren: boot van de Gemeente Amsterdam, met de onlangs benoemde burgemeester Femke Halsema, de Koninklijke Nederlandsche Roeibond, de enige van de 76 sportbonden in Nederland die het aandurfde met een boot mee te varen, een boot van het COC gewijd aan de actie voor erkenning van 'meeroudergezinnen', de 'Iran'-boot, met veel vluchtelingen uit dat land, die een herkansing had na de stranding vorig jaar doordat de schipper toen afhaakte, 'Roze in Rood': boot van de brandweer en 'Roze in Wit': een 'artsenboot' met medisch specialisten. Ook waren er diverse boten die 'roze sportclubs' vertegenwoordigden. Vanuit de Amsterdamse homohoreca voer alleen de Spijker Bar mee, die 40 jaar bestond. Voor de gelegenheid was veerpont 50 van het GVB beschilderd met kunstwerk Pride, equality, love.

### 2019

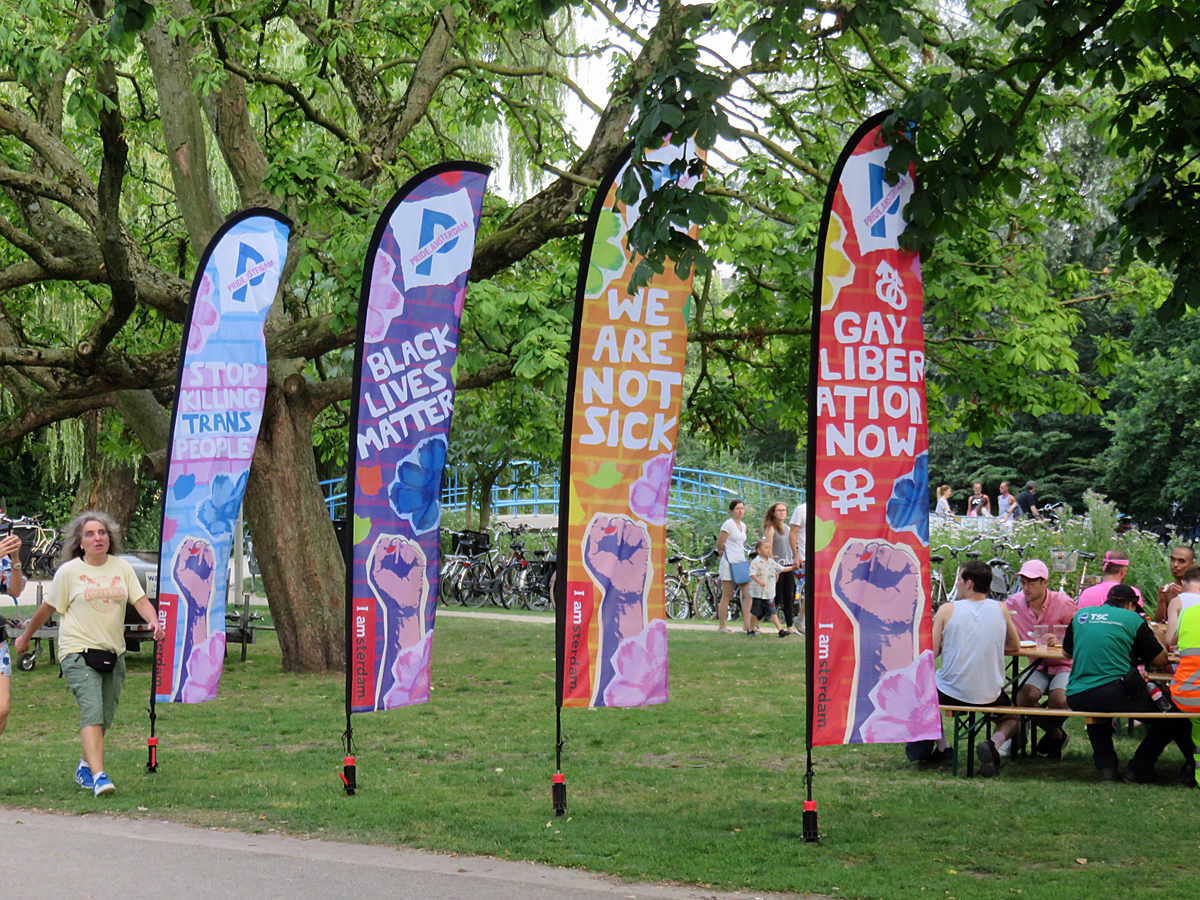
Banners met slogans gerelateerd aan het thema "Remember the past, create the future" van Pride Amsterdam 2019

Het thema was dit jaar 'Remember the past, create the future' waarmee de Stonewall-rellen werden herdacht die 50 jaar geleden in New York uitbraken en een scheidslijn vormen in de geschiedenis van de lgbt-beweging. Vanwege de grote drukte op het water van met name de Prinsengracht konden alleen boten met een vergunning (Pride Vignet) nog in de gracht liggen, andere boten werden niet toegelaten. Ook werd het niet meer toegestaan versterkte muziek te laten horen die de Botenoptocht overstemt. Geparkeerde auto's werden van de kades langs de route geweerd om voldoende ruimte voor het publiek te hebben. Diverse delen van de kades van de Prinsengracht waren met hekken afgezet, omdat de gemeente bang was dat deze wegens de slechte staat van onderhoud zouden bezwijken onder het grote aantal bezoekers. Er waren honderdduizenden toeschouwers die naar de tachtig deelnemende boten keken en de botenparade is zonder incidenten verlopen. Deze editie van de Canal Parade werd (net als in eerdere jaren) door de AVROTROS live uitgezonden op NPO 1.

### 2020
De editie van 2020 werd afgelast wegens de coronacrisis. Als alternatief hiervoor werd in de week waarin deze zou plaatsvinden een lgbt-versie van het programma Nu we er toch zijn uitgezonden, waarin in vijf gemeenten werd getest hoe homovriendelijk deze waren.

### 2021
Ook bij de editie van 2021 moesten de meeste activiteiten wegens de coronacrisis worden afgelast. Wel vond wel weer een afgeslankte versie plaats, dit was de 25e editie, echter zonder botenparade en straatfeesten. Met goedkeuring van de gemeente werd de Canal Parade opnieuw een jaar "doorgeschoven". Vanwege het 25ste jubileumjaar van de Amsterdamse Pride werd door de Koninklijke Nederlandse Munt een herdenkingspenning uitgebracht. Wel was er weer de Pride Walk, met circa 5.000 deelnemers, waar het 'Zero Flags Project' een belangrijke rol speelde. Door de afwezigheid van grote feestelijke buitenevenementen, verschoof de focus van het evenement naar een meer politiek karakter dan voorheen."

### 2022
In 2022 kon Pride Amsterdam weer in de oude vorm gevierd worden met een negendaags programma, waaronder de Pride Walk met aansluitend Pride Park in het Vondelpark, de straat- en pleinfeesten op vrijdag- en zaterdagavond, op zaterdagmiddag de botenparade en op zondag het slotfeest op de Dam.

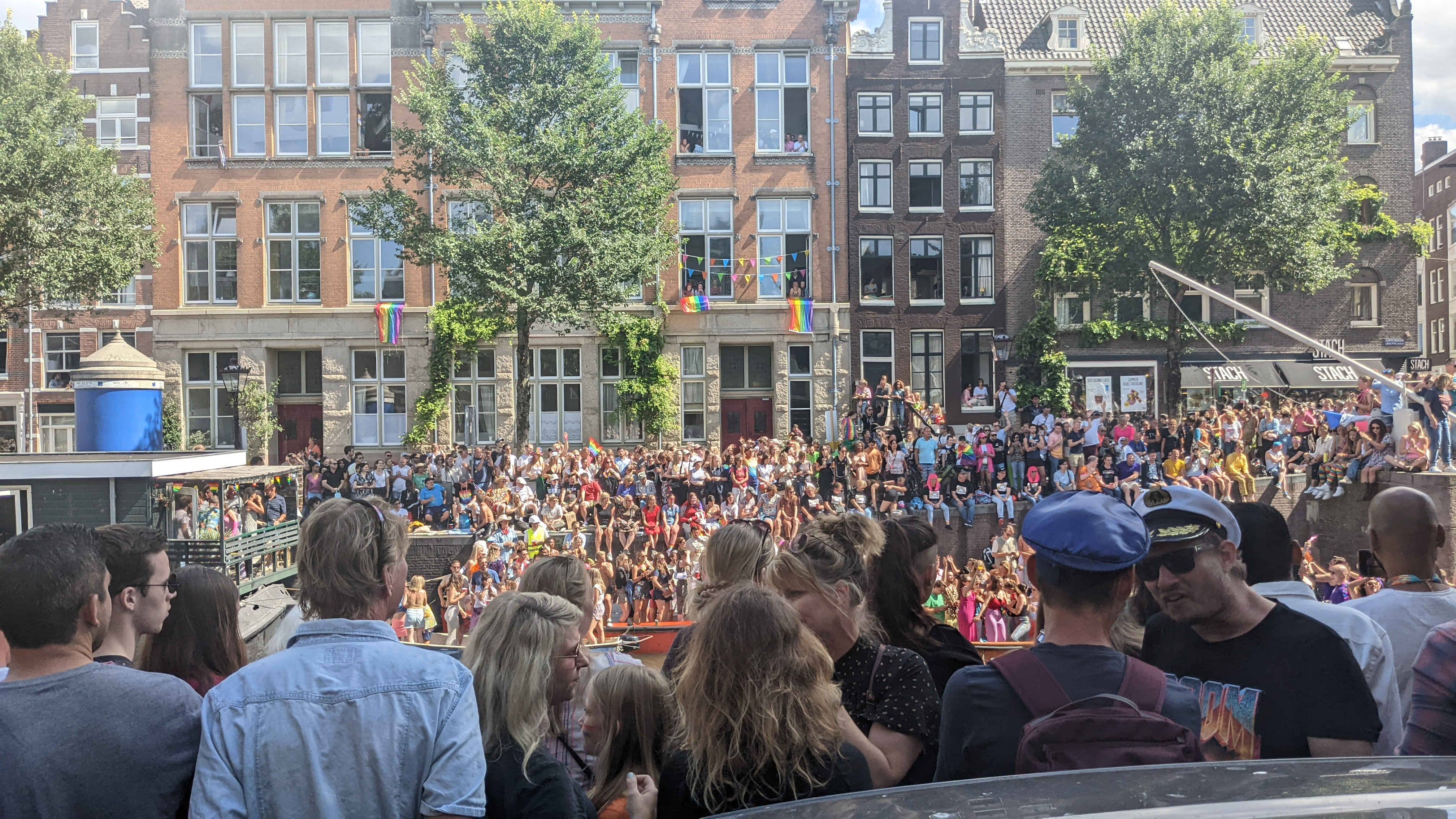
Toeschouwers langs de route van de botenparade (2022).
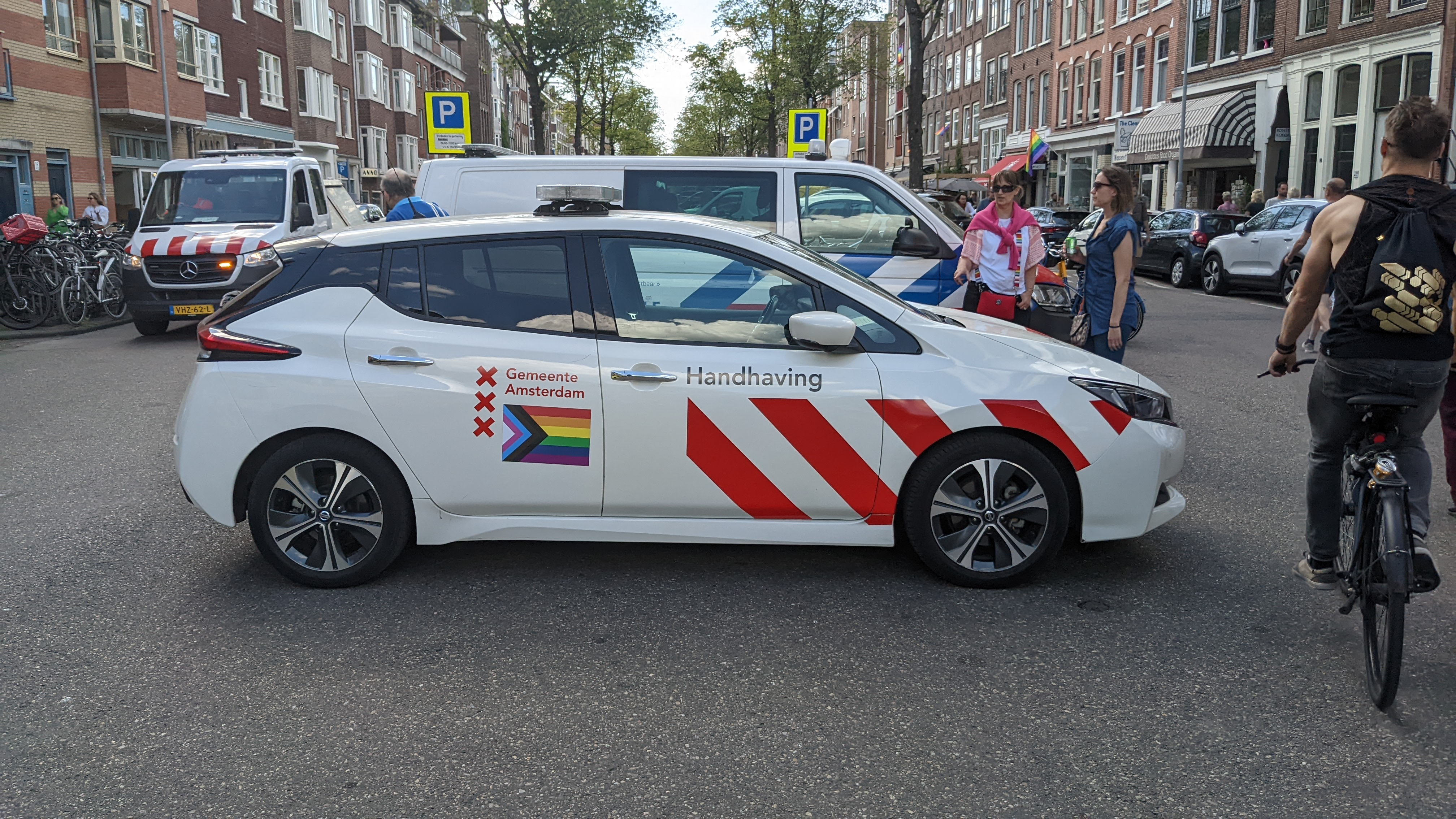
Progress Pride-vlag op een auto van de handhaving (2022).
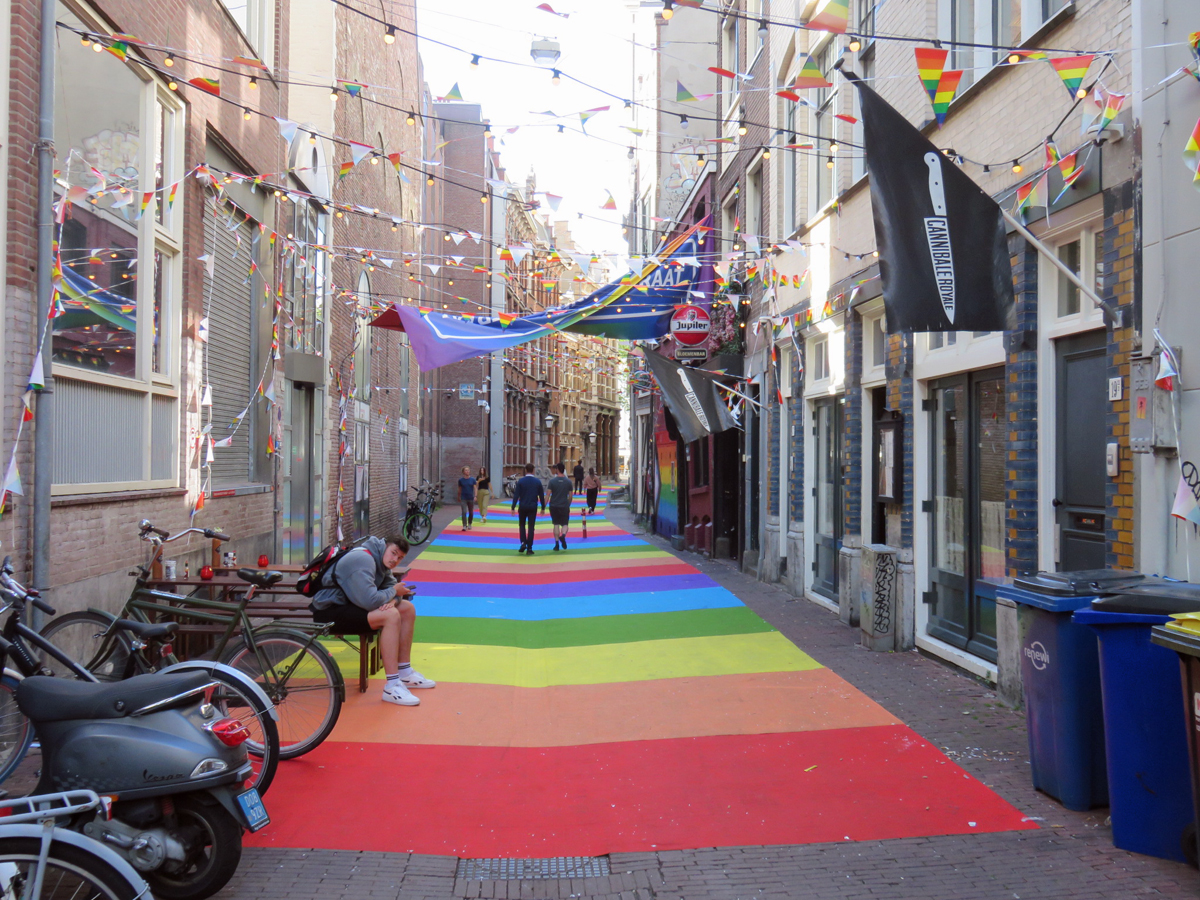
De Handboogstraat in regenboogkleuren (2022).

### 2024
Omdat het te kort dag was om een nieuw pridebeleid vorm te geven was de opzet van het evenement in 2024 hetzelfde als in 2023: onder de naam Queer & Pride Amsterdam organiseerden zowel de stichting Queer Amsterdam (QA) als de Stichting Pride Amsterdam (SPA) hun eigen activiteiten. QA deed dat een maand lang, van 3 juli t/m 4 augustus, SPA alleen in de week van 27 juli t/m 4 augustus.
De traditionele Pride Walk viel onder Queer Amsterdam en werd gehouden op 20 juli. Er ontstond echter ophef nadat QA op Instagram had laten weten dat Israëlische vlaggen (vanwege de Gaza-oorlog) niet welkom waren, wat onder meer door burgemeester Halsema als niet toelaatbaar werd aangemerkt. Daarop trok QA zich terug als mede-organisator van de Pride Walk, die daarna alleen onder verantwoordelijkheid van de stichting Homomonument verliep. Naast de Pride Walk organiseerde SPA op 27 juli een eigen optocht onder de naam Pride March. Deze liep van het Amstelveld naar het Vondelpark, waar onder de noemer Pride Park weer uiteenlopende activiteiten plaatsvonden.
Ter gelegenheid van de Pride werden op 25 juli op de Nieuwendijk en het Rokin vier tijdelijke regenboogzebrapaden onthuld. Dit gebeurde op initiatief van de betreffende ondernemersverenigingen. Het COC organiseerde weer zijn 'Shakespeare Club', ditmaal in het H'ART Museum in de Amstelhof. Van de gebruikelijke plein- en straatfeesten mocht dat op het Amstelveld vanwege overlast voor de buurt voor het eerst in twintig jaar niet doorgaan.

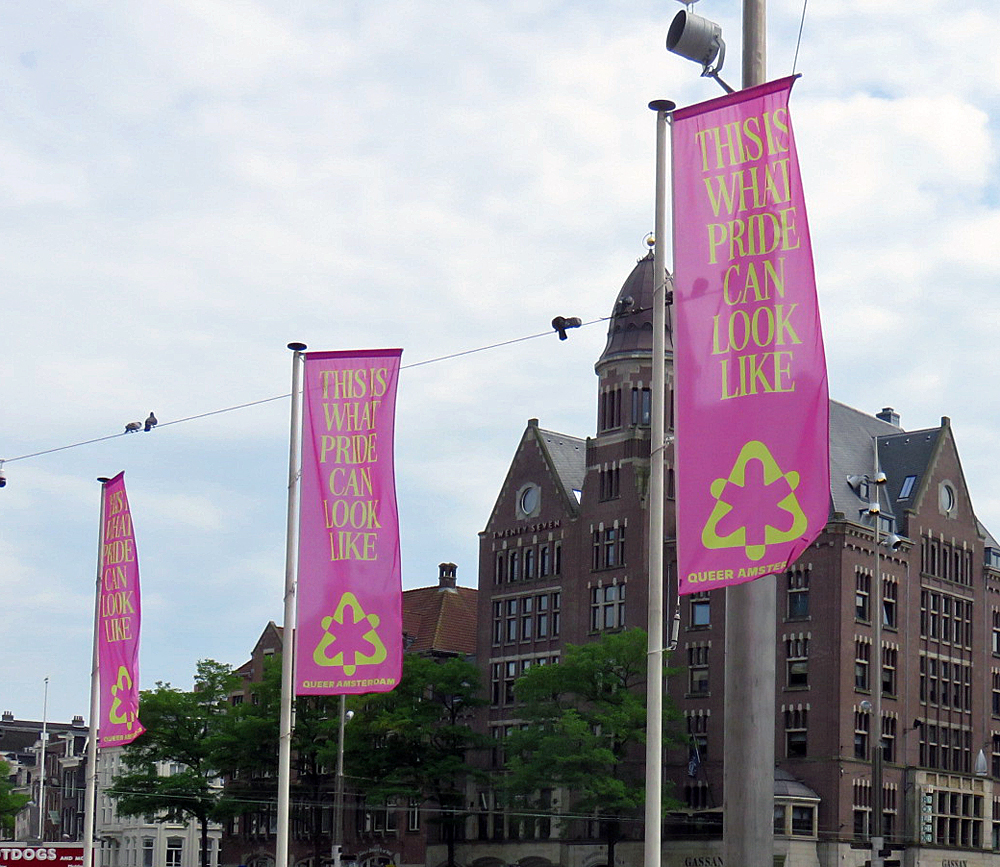
Banners met het logo van Queer Amsterdam op de Dam (2024)
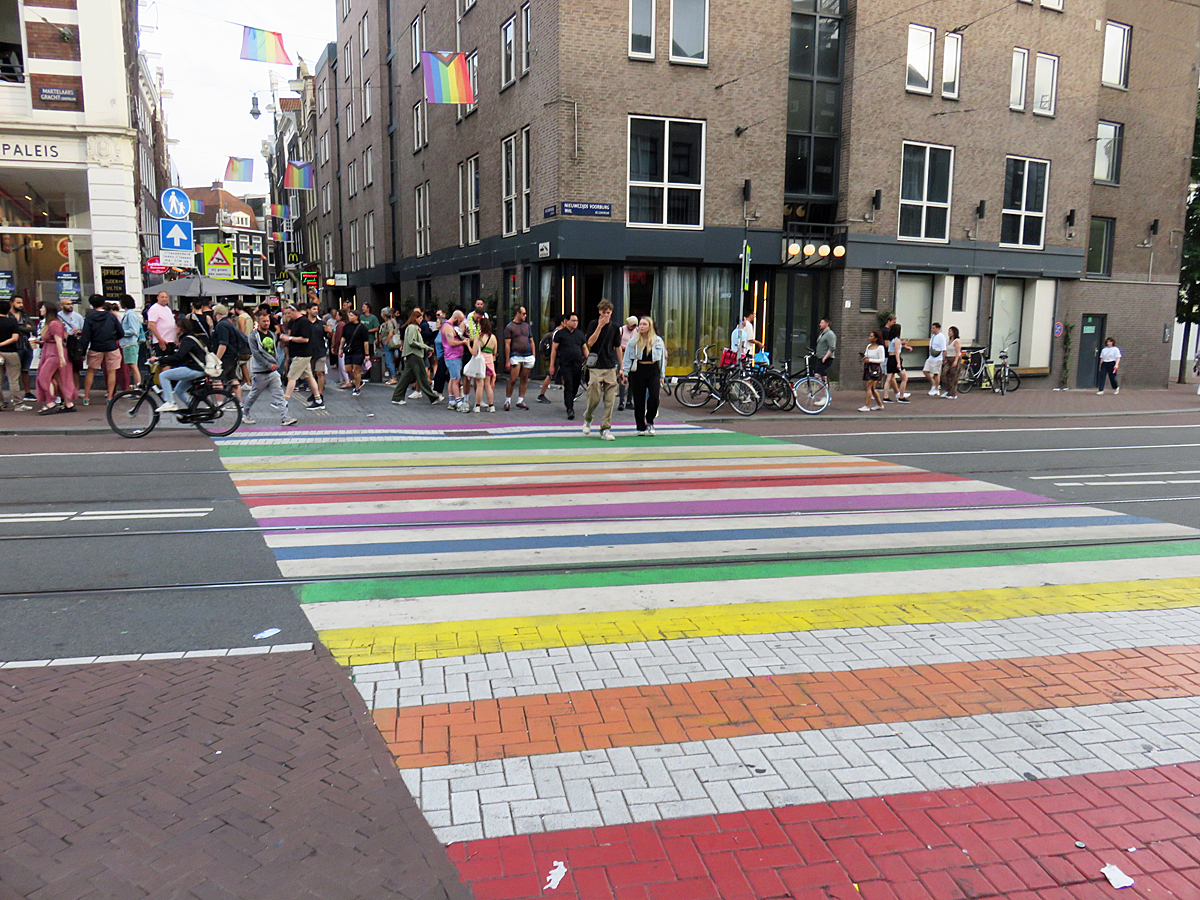
Tijdelijk regenboogzebrapad op de Nieuwendijk (2024)
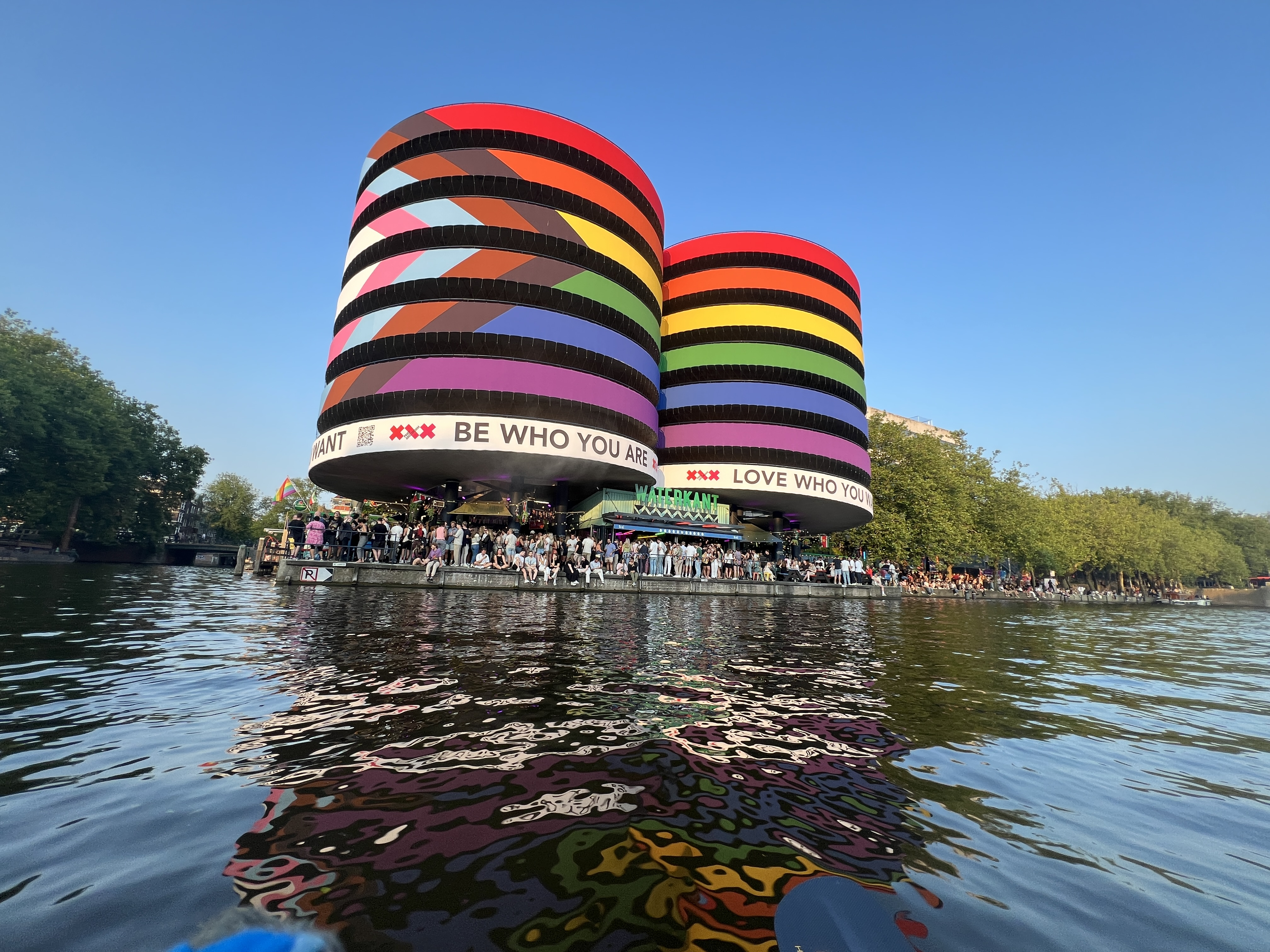
Parkeergarage Europarking versierd voor Pride (2024)

### 2025
Tijdens de Canal Parade van 2025 voeren minder grote commerciële partijen en meer non-profitinstellingen mee dan in voorgaande jaren. Een aantal grote Amerikaanse bedrijven deed niet meer mee, maar dat kwam lang niet altijd door het verbod op diversiteitsbeleid dat de Amerikaanse president Trump in januari 2025 uitvaardigde. Diverse bedrijven gaven aan op dit gebied een eigen koers te varen en gaven bezuinigingen of een gewijzigd marketingbeleid als reden om niet meer mee te doen.
Het roze netwerk van GroenLinks wilde dit jaar niet samen met de VVD op de politieke boot meevaren, maar kregen geen toestemming voor een eigen boot. De luxe sportschoolketen Saints and Stairs trok zijn deelname na beschuldigingen van uitbuiting van schoonmaakpersoneel terug, waarna de stichting LGBT Asylum Support mocht meevaren. Tijdens de botenparade werden vijf activisten aangehouden omdat ze de boot van Booking.com wilden tegenhouden en bekladden vanwege de activiteiten van dat bedrijf in de door Israël bezette gebieden.

### Bijzondere boten
Tijdens de Canal Parade voeren telkens ook enkele boten mee van groepen of organisaties die daarmee vaak voor het eerst openlijke betrokkenheid bij de lhbt-emancipatie toonden.
- 2007: Hetero's, verstandelijk gehandicapten, jongeren onder de 16
- 2008: Drie ministers, de burgemeester, politie in uniform
- 2009: Gemeenteboot, heteroseksuele jongeren
- 2010: Europaboot, Joodse boot, verstandelijk gehandicapten
- 2011: Ministerie van Defensie, hindoestanen
- 2012: Turkse boot
- 2013: Minister van Defensie, KNVB
- 2014: Marokkaanse boot
- 2015: Daklozen, vluchtelingen, overzeese rijksdelen
- 2016: EU Commissie, Marokkaanse boot, Religieboot, Togaboot, 75+boot
- 2017: Zelfmoordpreventieboot, Scouting Nederland
- 2018: Iraanse boot, Roeibond
- 2019: UEFA, Sportboot